# Glasmalereien von Mehoffer (Kathedrale Freiburg im Üechtland)
Die Glasmalereien in der Kathedrale Freiburg im Üechtland sind ein bedeutendes Werk des polnischen Künstlers Józef Mehoffer. Sie befinden sich in der gotischen Kathedrale St. Nikolaus in Freiburg im Üechtland in der Schweiz und entstanden zwischen 1895 und 1932. Durch die über fast vier Jahrzehnte ausgedehnte Entstehungszeit und ihre Qualität sind diese Bleiglasfenster eines der Hauptwerke in der sakralen Glasmalerei Europas des ausgehenden 19. und der ersten Hälfte des 20. Jahrhunderts. In ihnen spiegeln sich Einflüsse des Jugendstils, der Historienmalerei, der östlichen Volkskunst, des Symbolismus und des Realismus und in den Chorfenstern Anklänge an den Kubismus.
Die folgende Beschreibung folgt chronologisch der Entstehung, wonach das erste Fenster 1896 in die vorderste Kapelle der Nordseite und das letzte 1936 in den Chor eingesetzt wurde.

## Beschreibung der Fenster

### Apostelfenster

#### Inhalt
Das Apostelfenster befindet sich in der nördlichen Seitenkapelle direkt vor dem Chor und besteht aus zwei Doppellanzettfenstern. In jeder der vier lanzettförmigen Fensterbahnen ist ein Apostel dargestellt. Dies sind Petrus, der Evangelist Johannes, Jakobus und Andreas. Jeder der Apostel steht unter einem gotischen Baldachin, dessen bewegte Formen die Spätzeit der Gotik in Erinnerung rufen. Im Hintergrund führen Landschaften in die Tiefe. Die Gestik aller vier Apostel ist gefühlsbetont. So bedeckt Petrus, nachdem er Christus verleumdet hat, mit beiden Händen schamvoll sein Haupt. Johannes zeigt mit seiner Rechten auf die erste Vision der Apokalypse, die über ihm erscheint. Das Bild des Jakobus folgt der Legenda Aurea mit der Darstellung von Hermogenes, der zu Füßen des Heiligen als schwarzer, böser Zauberer wiedergegeben ist. Über Jakobus hält ein Engel einen dunklen Dämon in Schach. Andreas gibt seine Bereitschaft kund, das Martyrium der Kreuzigung zu erleiden, indem er beide Arme zum Himmel hebt.
Die vier Fensterbahnen sind analog zueinander in eine obere und eine untere Symbolzone und eine mittlere Figurenzone eingeteilt. Die untere Symbolzone ist als Sockelzone aufgebaut. Hier verbinden die Schriftzüge der Apostelnamen je zwei konsolenartige Teile zu einer Brücke. Sie bilden die untere Begrenzung der Standebene für die Figurenzone.
Symbolische Hinweise aus dem Leben des Heiligen charakterisieren die dargestellte Figur: Neben Petrus ist ein Hahn zu erkennen und oben die Kuppel von St. Peter auf felsiger Landschaft und darüber ein Segelschiff mit weißen, geblähten Segeln. In der unteren Symbolzone findet sich das ihm zugeordnete Attribut, zwei gekreuzte Schlüssel. Das Attribut des Adlers kennzeichnet den Evangelisten Johannes. Dem heiligen Jakobus sind in der oberen und unteren Zone dieselben Motive aus der Legenda Aurea des Jakobus von Voragine zugeordnet: Ein Engel hält einen dunklen Dämon in Schach. Der heilige Andreas ist mit dem Andreaskreuz identifizierbar und im Hintergrund das Kreuz Christi in felsiger Landschaft. In der unteren Symbolzone stehen seine Worte: O BONA CRUX, womit der Bezug zu seiner Kreuzigung hergestellt ist.
Die gefühlsbetonte Bewegtheit kennzeichnet die Figuren und zeigt sie in ihrer irdischen Mission. Petrus wird in der Verzweiflung gezeigt, Johannes in der Erleuchtung, Jakobus steht für die Glaubensstärke und Andreas für die Nachfolge Christi. Die Dramaturgie, die den verzweifelten Petrus an den Anfang, die beiden Visionäre in die Mitte und den mühevollen Weg der Nachfolge an den Schluss stellt, weist dem Betrachter den christlichen Glaubensweg.

#### Stil
Im Apostelfenster sind Spuren des Historismus augenscheinlich. So übernahm Mehoffer den Wettbewerbsbedingungen gemäß gotisierende Motive zur Einbindung der Figuren. Er stellte die Figuren ähnlich wie eine gotische Nischenfigur unter ein gotisierendes Arkadenmotiv, ohne aber die Figuren – wie in der gotischen Glasmalerei typisch – statisch darzustellen. Seine Figuren sind bewegt. Besonders mittelalterlich wirkt auch die ausgeprägte Anwendung von Blei. Das kleinflächige Netz von Bleiruten erinnert zwar an ein mittelalterliches Gestaltungsprinzip, die weiche Linienführung der Bleiruten weicht davon aber auffallend ab. Auch die vorherrschenden Farben lehnen sich an den Farbkanon der Primärfarben Rot, Gelb und Blau an. Neu ist aber die Verwendung von Weiß, was früher in diesem Sinne nicht gebräuchlich war. Obwohl das Apostelfenster noch Einflüsse des Historismus erkennen lässt, ist es nicht als Resultat einer historisierenden Neugotik aufzufassen. Die Elemente des Jugendstils machen sich vor allem in einem neuen Form- und Farbempfinden bemerkbar. Die besondere Dynamik der Einzelfiguren, zudem die als ornamentale Zonen aufgefassten Rahmungen und die um Weiß und um die fein abgestuften Schattierungen erweiterte Farbskala sowie die Technik des Cloisonismus sind Neuerungen, die den aufkommenden Jugendstil in diesem Fenster ankündigen.

Details aus der oberen Symbolzone
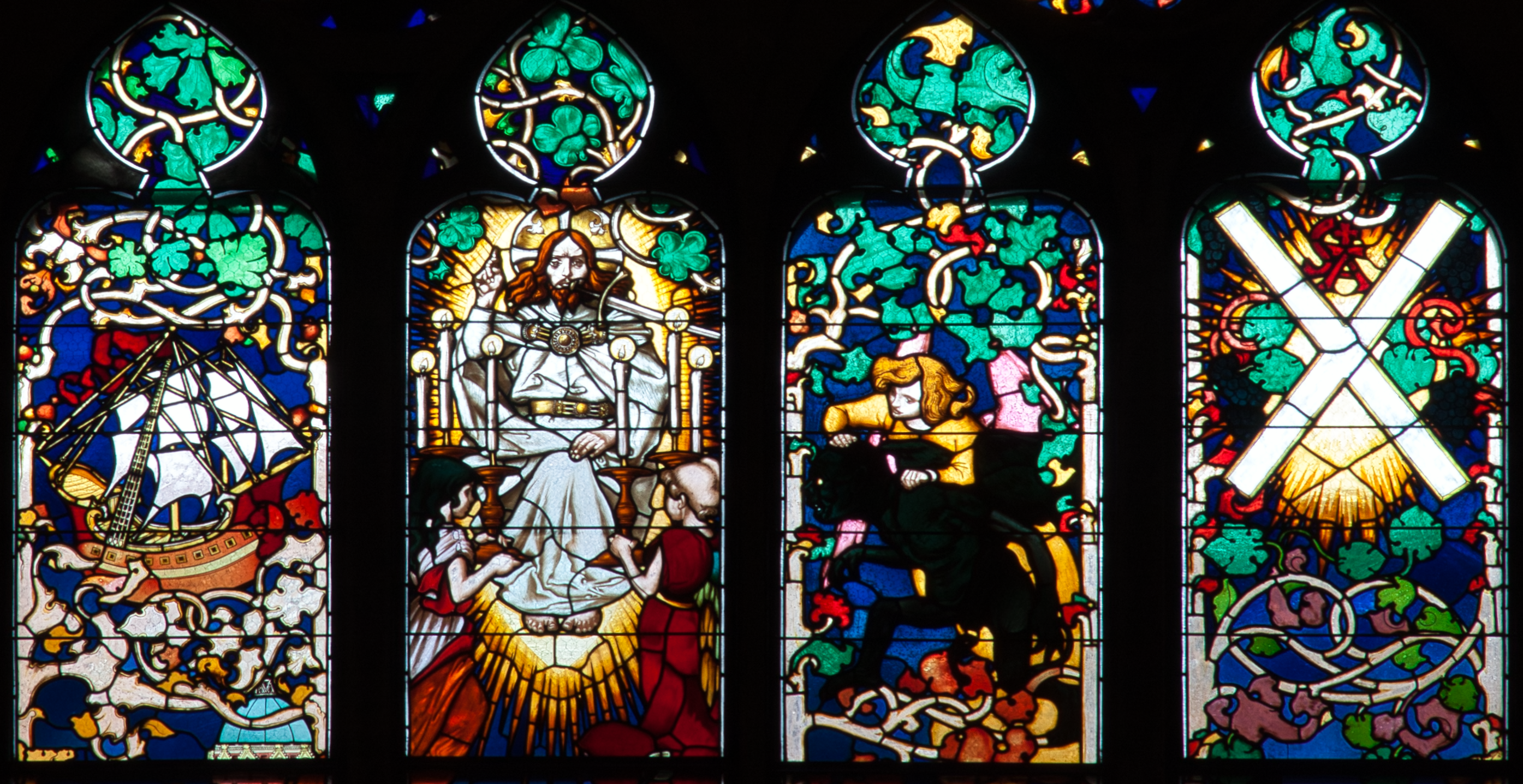
Segelschiff, Weltherrscher, Engel + Dämon, Andreaskreuz

Die vier Apostel der zentralen Zone
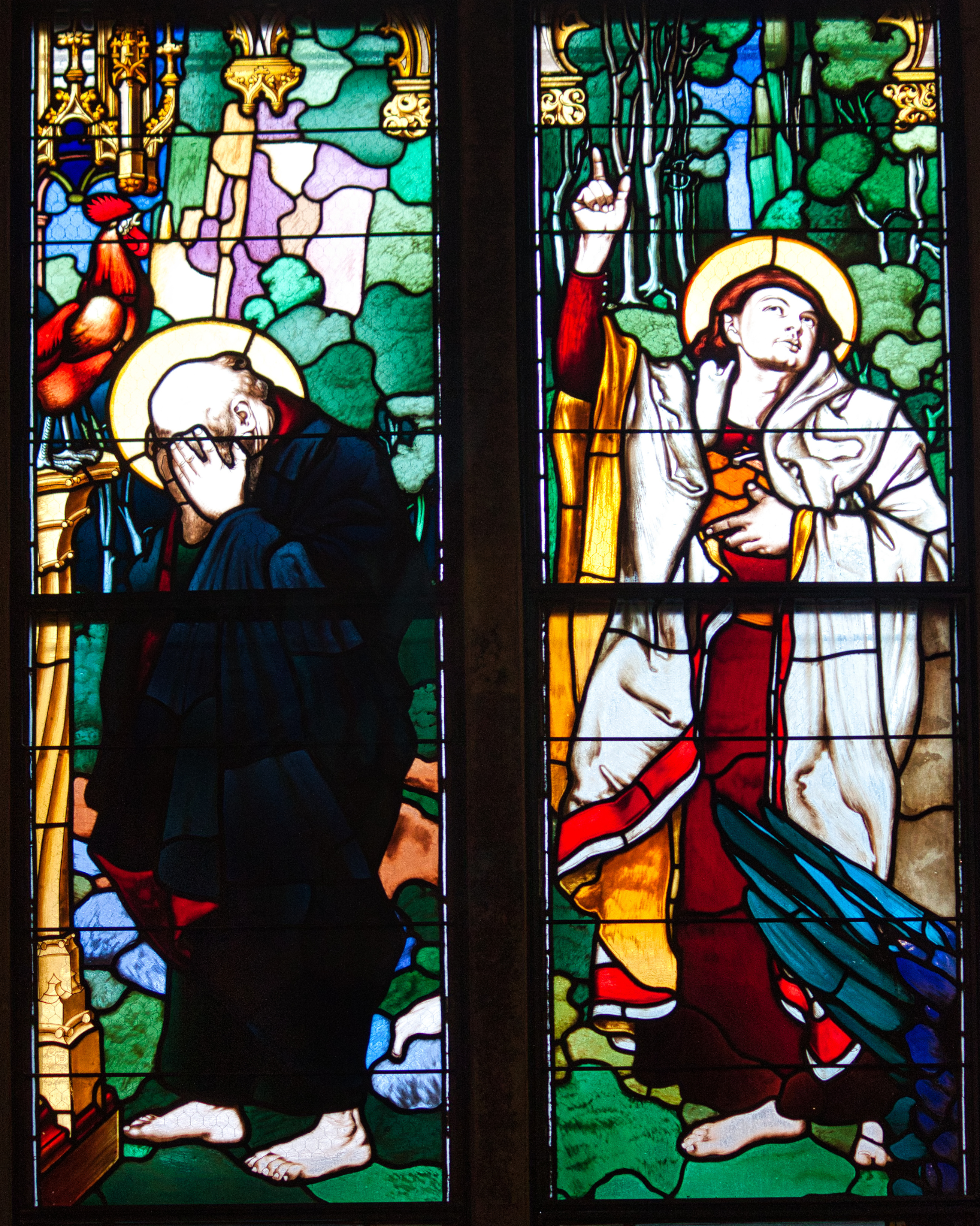
Apostel Petrus und Johannes
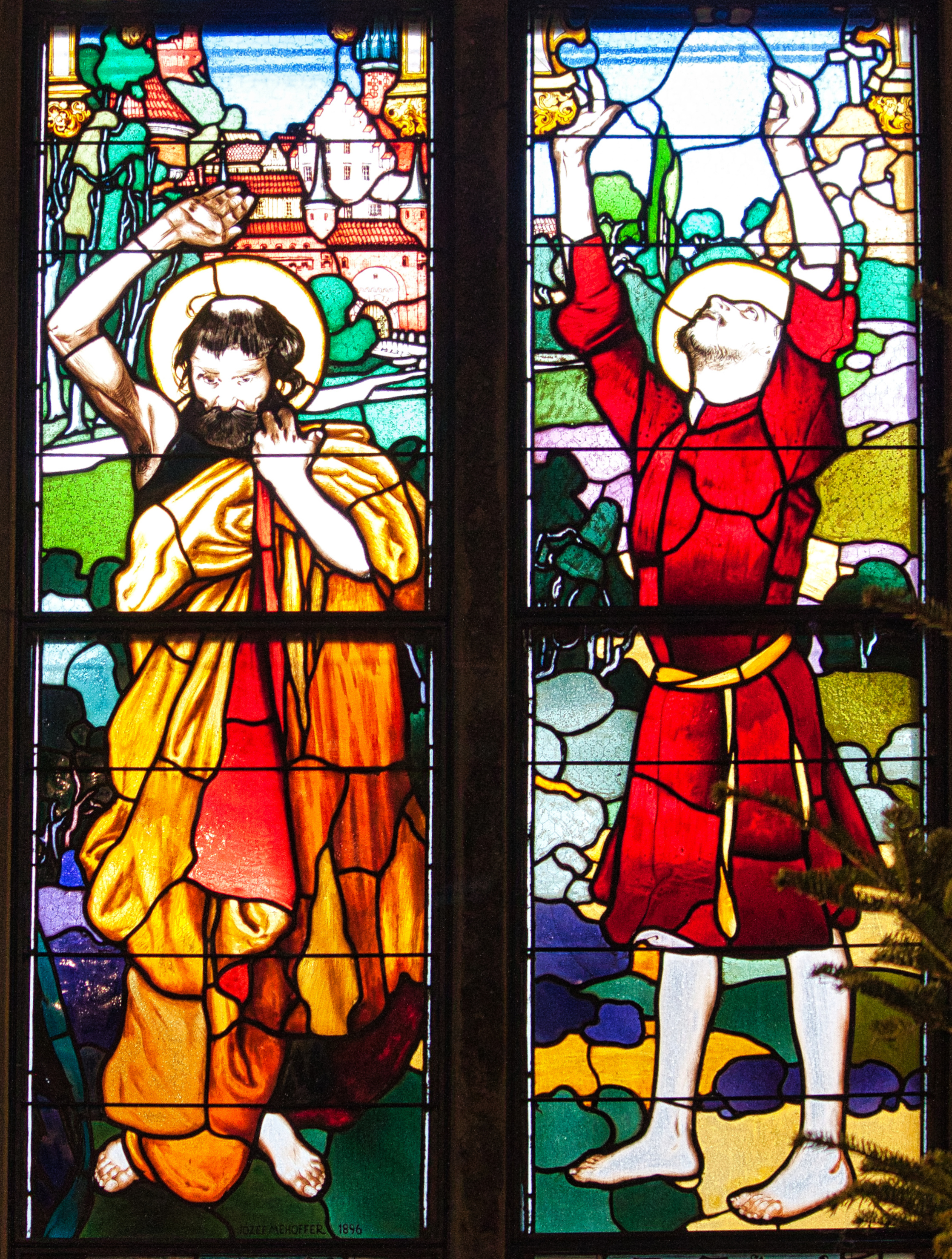
Apostel Jakobus und Andreas

Details aus der unteren Symbolzone
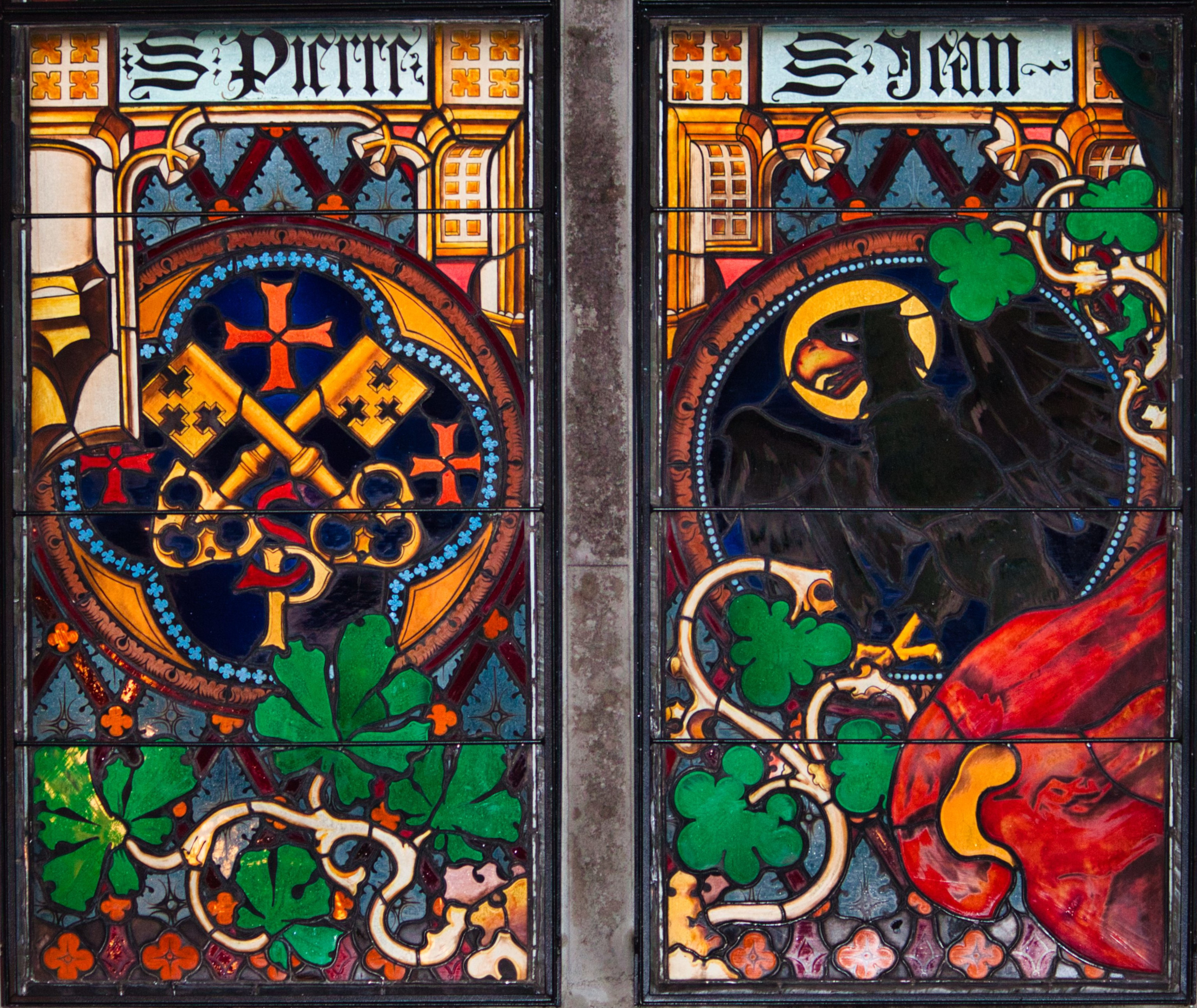
Petrusschlüssel u. Adler des Evangelisten Johannes
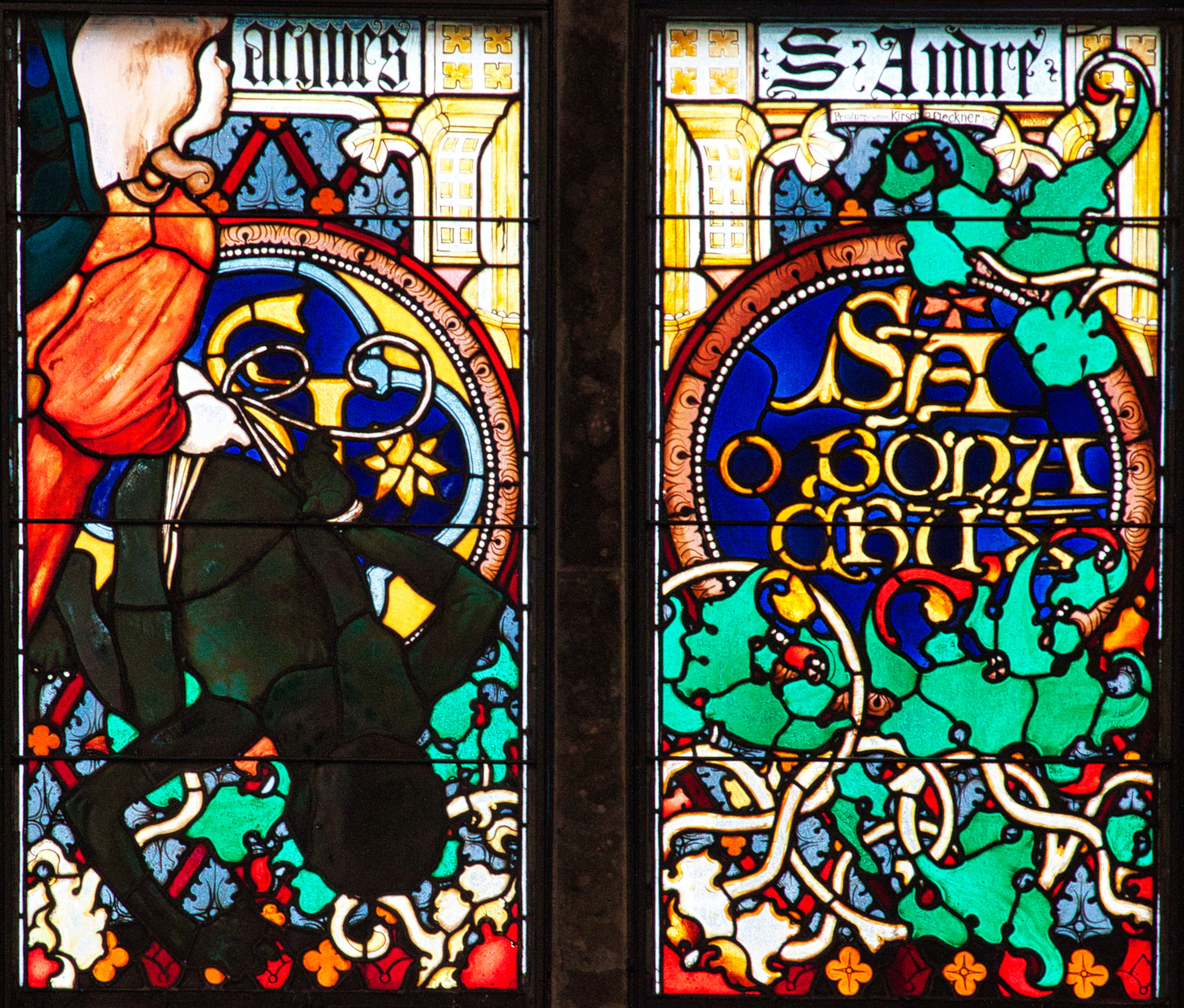
Besiegter Dämon und Devise des Andreas

### Fenster Unserer Lieben Frau vom Sieg

#### Inhalt
Das Doppelfenster in der zweitvordersten Kapelle der Südseite ist Maria als Beschützerin der Heimat, Unserer Lieben Frau vom Sieg, gewidmet.
Der Madonna mit ihrem Kind kommt in dieser Komposition eine zentrale und vorrangige Stellung zu; alle übrigen Elemente sind auf sie ausgerichtet. Darin kommt sowohl die Freiburger Verehrung der Siegesmadonna zum Ausdruck als auch die Verehrung der Gottesmutter in Polen als ein zentrales Element des polnischen Katholizismus. Die Madonna, vom Typus her ein Gnadenbild, steht in majestätischer Haltung auf einer goldenen Rose und ist durch den Strahlenkranz und den Engelsreigen zweifach ausgezeichnet und erhöht. Unterhalb des Schriftbandes «BEATAE MARIAE VIRGINI RES PUBLICA FRIBURGENSIS» (der heiligen Jungfrau Maria die Republik Freiburg) kniet als Personifikation des Vaterlandes Helvetia. Der Typus der Einführungsfigur, die von links unten ins Bildgeschehen einleitet, war vor allem im Barock beliebt. Sie übergibt als Zeichen des Sieges den Vertretern Freiburgs den goldenen Lorbeerkranz und hält in der Rechten eine weitere Siegestrophäe, eine goldene Krone mit Pfauenfedern und einem türkisfarbenen Tuch. Im Gegensatz zu den ruhenden Gestalten der Gottesmutter und der Helvetia werden die zurückkehrenden Krieger überaus aktiv wiedergegeben, der Älteste von ihnen wirft seine Arme in pathetischer Pose hoch und scheint zu jauchzen. Über ihnen flattern die Fahnen der Stände, gut sichtbar der Berner Bär und die schwarz-weiße Fahne von Freiburg. Die Niederlage bezeugen die erbeuteten, gesenkten Banner, im Vordergrund die Fahne des Hauptgegners, Karls des Kühnen von Burgund. Im Hintergrund der linken Fensterhälfte verweist ein kleines Segelboot auf den Murtensee, die beiden toten Krieger, vor denen ein Überlebender kniet, weisen auf das Schlachtfeld hin. Weitere Symbole für den Krieg sind der fahle Stern mit dem kometenhaften Feuerschweif von grünlicher Färbung, das herrenlose Pferd und die Flammen über dem Schlachtfeld. Über dem doppelreihigen ornamentalen Sternenfries steigen vier weibliche Wesen aus Blumen auf. Sie verkörpern die drei theologischen Tugenden Glaube, Hoffnung und Liebe sowie die Kardinalstugend der Stärke, was nach Mehoffer allegorisch für das Paradies stehe. Sie sind gekennzeichnet durch die lateinische Beschriftung und Handbewegungen: «Spes» (Hoffnung), «Fides» (Glaube), «Fortitudo» (Stärke) und «Amor» (Liebe). Hinter den Personifikationen von Spes und Fides erscheint das Wort «Gloria». Der Phönix im Maßwerk oben rechts ist im Zusammenhang mit der Schlacht zu sehen und symbolisiert darüber hinaus das ewige Leben im himmlischen Paradies. Die Tugenden Glaube und Hoffnung stehen in Bezug zur Marienerscheinung, während Stärke und Nächstenliebe mit den ums Vaterland kämpfenden Kriegern in Verbindung stehen. Ähnlich wie in den Apostelfenstern wird damit der tugendhafte Weg ins Paradies versinnbildlicht.
Mehoffer gelang mit diesem Fenster eine überzeugende Darstellung patriotischer Gefühle.

#### Stil
In Absprache mit seinem Auftraggeber verließ Mehoffer bereits mit dem zweiten Fenster die Wettbewerbsvorgabe, wonach eine Darstellung auf jeweils eine Fensterbahn zu beschränken sei. Überdies verzichtete er auf die gotisierenden Stilmerkmale. Der Sieg über die Burgunder und ihr Dank an die Muttergottes erforderte zwangsläufig übergreifend die gesamte Fläche des Doppelfensters. Als ehemaliger Schüler des polnischen Historienmalers Jan Matejko beherrschte Mehoffer mit einem geschulten Sinn für das Dramatische, Epische und Dekorative die Inszenierung von historischen Ereignissen. Sichtbar wird dies beispielsweise in der Figurengruppe der heimkehrenden Krieger, einem dramatischen Element, und der dekorativen Prachtentfaltung der Helvetia als Rückengestalt. Der Einfluss des Jugendstils fällt in den oberen Zonen auf, wo aus stilisierten Blüten weiß gewandete Mädchen aufsteigen. Darüber hinaus schöpfte Mehoffer Farben aus dem Fundus der östlichen Volkskunst und der erweiterten Farbskala des Jugendstils.

Details aus dem Fenster Unserer Lieben Frau vom Sieg
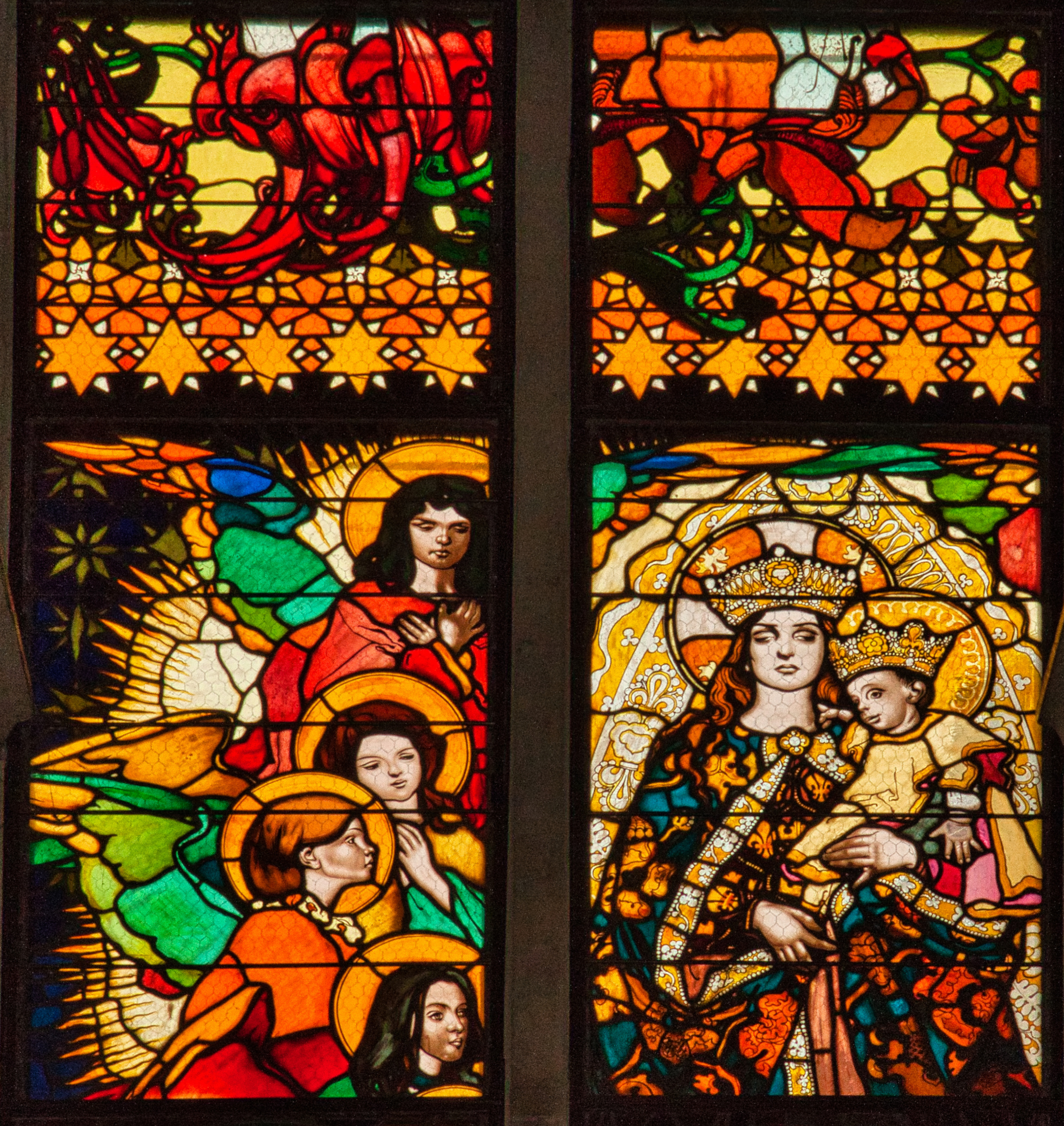
Himmelskönigin
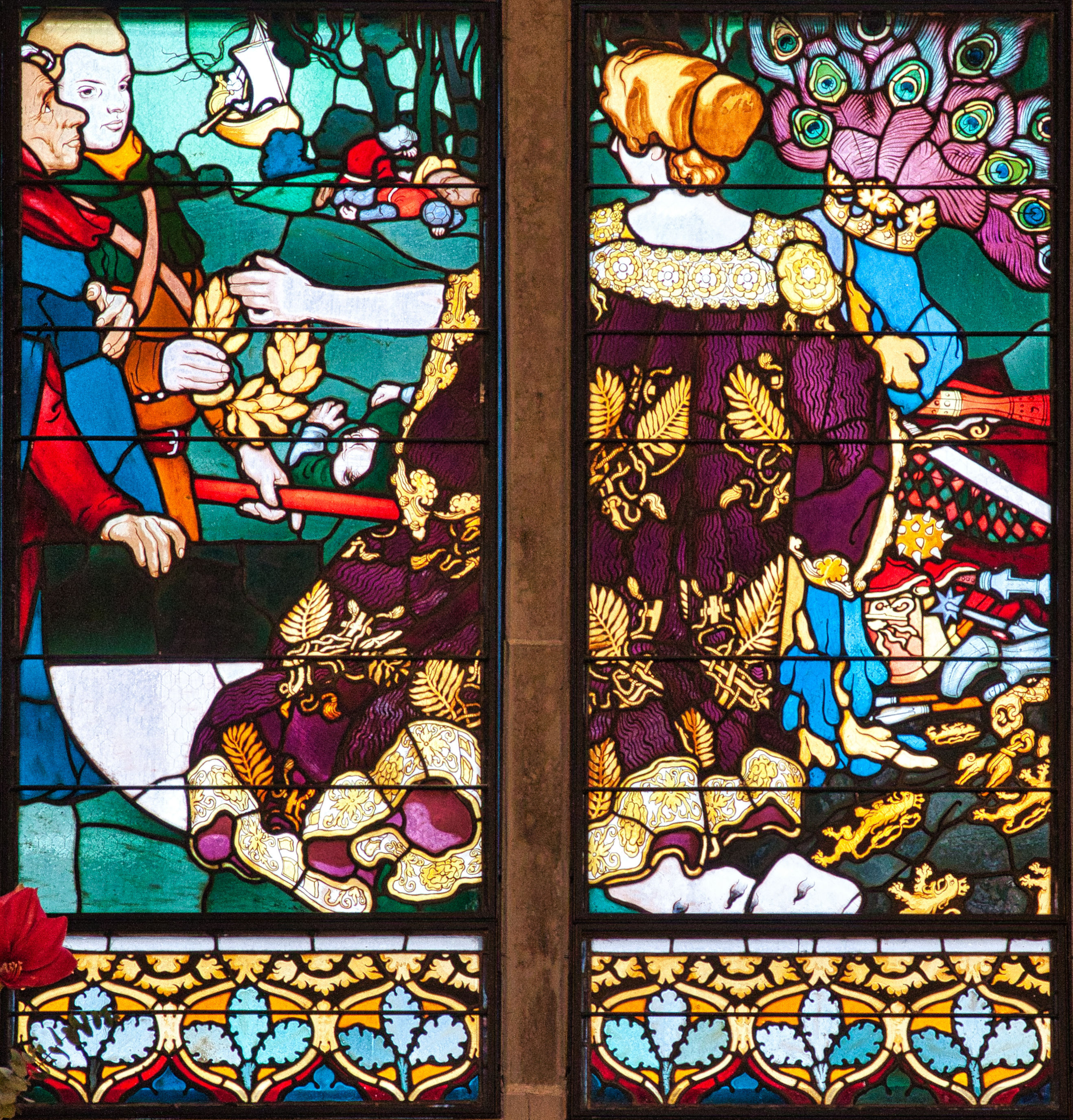
Helvetia überreicht den Freiburger Honoratioren den Lorbeerkranz
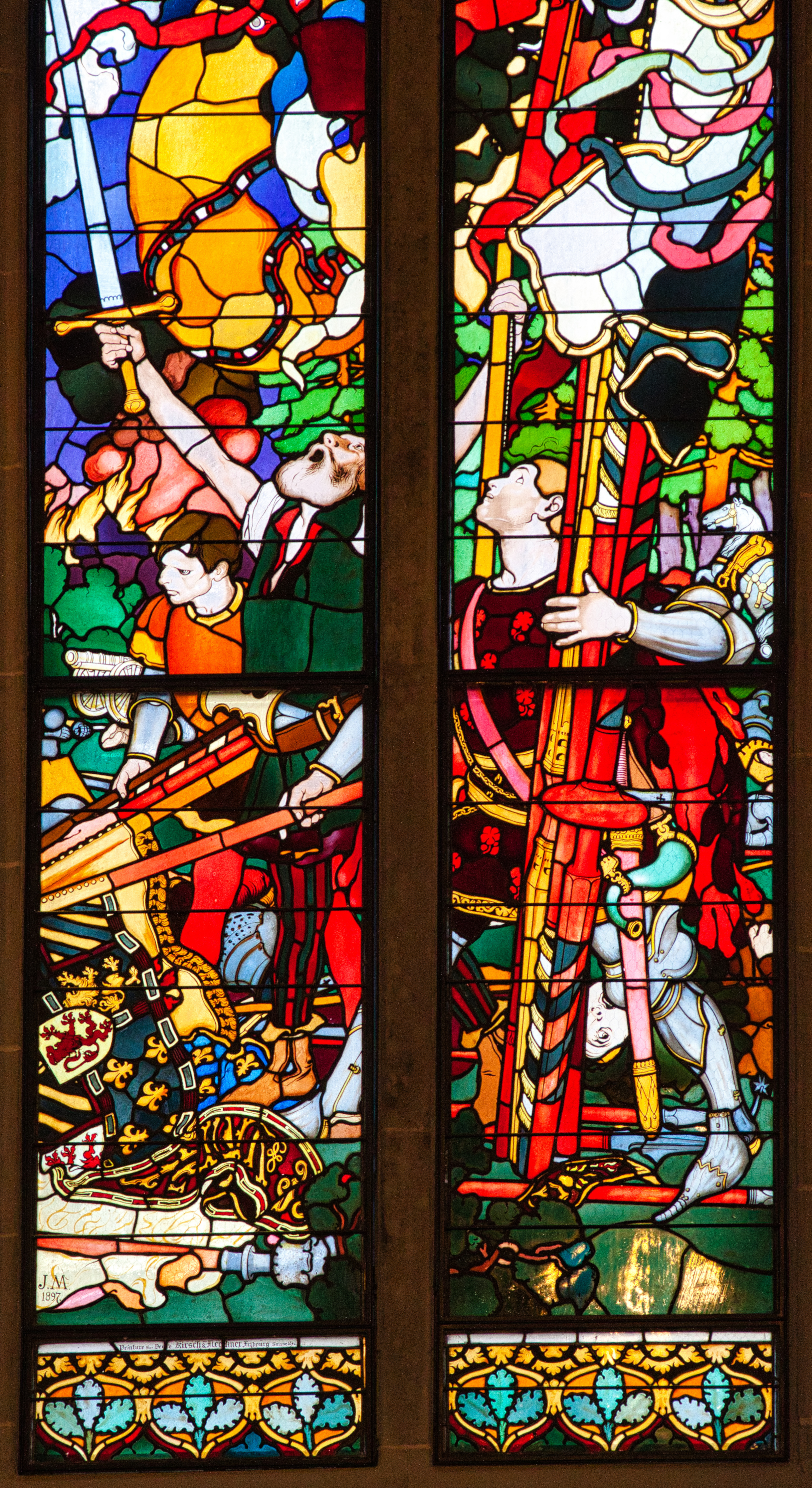
rechter Teil der Eidgenossen

### Märtyrerfenster
Die Märtyrerfenster befinden sich auf der Nordseite in der zweitvordersten Kapelle.

#### Inhalt
Die Fenster enthalten wie in den Apostelfenstern in jeder der vier lanzettenförmigen Bahnen eine Heiligenfigur. Es sind von links nach rechts Sebastian, Mauritius, Katharina und Barbara, die alle das Martyrium erlitten. In den Kopfscheiben erscheint je ein Paar jugendlicher Figuren, die allegorisch als Unschuld der Märtyrer zu verstehen sind.
In der mittleren Zone stehen die Heiligen in teilweise bewegter Gestik und deuten mit ihren Attributen die Geschichte ihres Martyriums an. Über Sebastian, Mauritius und Katharina schweben lichte Gestalten von Engeln und Seelen von Verstorbenen. Tiefschwarze Krähen fliegen vorbei. Damit deutet Mehoffer augenfällig den Kampf zwischen dem Guten und dem Bösen an. Mit dem großen Turm hinter Barbara erweist Mehoffer seiner Heimat Referenz: Er stellt den Schreiner-Turm in Krakau dar und macht als geläufiges Attribut die heilige Barbara identifizierbar.
Die Märtyrer sind in der unteren Ebene als Sterbende in ihrem Martyrium dargestellt. Obwohl üblicherweise die Nacktheit dem heiligen Sebastian vorbehalten ist, sind alle vier Figuren nackt. Dadurch wirkt die Komposition geschlossener. Jede der heiligen Gestalten wird von einer weiblichen Klagefigur begleitet, die sich bei den männlichen Hauptpersonen eng an den Märtyrer schmiegt, sich über ihn beugt beziehungsweise bezüglich Mauritius dessen Oberkörper mit beiden Händen umfasst. Nach der Kunsthistorikerin Valérie Sauterel ist vorstellbar, dass die unterschwellige Erotik dieser Bilder in der Anfangszeit zu Kontroversen in der Öffentlichkeit geführt haben könnte.
Der heilige Mauritius führte den afrikanischen Teil der Thebäischen Legion über die Alpen nach Octodurum (heute Martigny). Das Heer wurde, weil es den Götzendienst verweigerte, unter Maximian bis auf den letzten Mann enthauptet. Mauritius ist als römischer Legionär mit Schwert und Helm dargestellt. Die Haltung, der Gestus der linken Hand und die Mimik unterstreichen seine Unbestechlichkeit. An seine Seite drängt sich eine männliche Figur, die sich ängstlich am Mantelsaum festhält. Er stellt stellvertretend für die Legion einen Gefährten des Märtyrers dar.
Der heilige Sebastian war Offizier der kaiserlichen Garde Diokletians. Seines christlichen Glaubens wegen wurde er an einen Baum gebunden und mit Pfeilen durchbohrt. Er ist als junger Römer stehend dargestellt. Neu ist die Darstellung in der unteren Zone, die den Märtyrer nicht wie üblich an einen Baum gebunden zeigt, sondern mit Pfeilen in der Brust in einem intensiv roten Blumenmeer liegend darstellt.
Katharina, eine gebildete Königstochter aus Zypern, wurde unter der Herrschaft des Kaiser Maxentius gemartert und mit dem Schwert hingerichtet. Ab dem 13. Jahrhundert wird ihr zur Identifikation das Folterrad als Attribut hinzugefügt. Die junge Palme in ihren Händen weist sie als Märtyrerin aus.
Die heilige Barbara wurde ihrer Schönheit wegen von ihrem Vater in einen Turm geschlossen. Sie bekehrte sich zum Christentum, worauf ihr Vater sie foltern und enthaupten ließ. Neben der Heiligen erscheint der Kelch mit der Hostie. Kelch und Hostie symbolisieren sowohl ihre Bekehrung zum Christentum als auch ihr Festhalten an ihrer Vision trotz der Strafen ihres Vaters, der mit geballter Faust und wütendem Blick neben ihrem Gesicht erscheint. Hinter ihr steht als mächtiges Bauwerk der Turm, das gebräuchlichste Attribut der heiligen Barbara.

#### Stil
In Mehoffers Fensterzyklus der Kathedrale St. Niklaus kommt der Jugendstil laut von Roda im Märtyrerfenster am reinsten zum Ausdruck. Es sei wohl das einzige bedeutende und intakte Beispiel für die monumentale musivische Glasmalerei des sakralen Jugendstils auf dem europäischen Kontinent.
Bei den Märtyrerfenstern beschränkt sich die Darstellung wieder auf eine Fensterbahn pro Heiligenfigur. Dieses Prinzip wird aber durch übergreifende Elemente symbolischer Natur durchbrochen. So stehen die Märtyrer in einem Beet von Iris. Ein Rabenschwarm fliegt und eine Engelschar schwebt über die Köpfe der Heiligen hinweg. Diese Durchbrüche über alle vier Fensterbahnen schaffen eine äußere und auch eine innere Einheit. Dem Jugendstil, aber auch der Gotik entlehnt ist die Betonung der Vertikalen, nebst den schmalen Diensten und dem hohen Fensterformat sind es auch die schlanken Stängel und schmalen Blüten der Iris und die dünnen Baumstämme im Hintergrund. Typisch für den Jugendstil ist auch die Linienführung in der Zeichnung und im Netz der Bleiruten und damit eng verbunden das Prinzip des Cloisonismus, das festumgrenzte Farbinseln nebeneinanderlegt und den flächenhaften Charakter der Jugendstilmalerei betont. Trotz dieser Flächigkeit suggeriert die Darstellung durch einen Hintergrundn (Landschaft, Engel- und Seelenzug) und einen Vordergrund (Märtyrer und Rabenflug) eine gewisse Raumtiefe. Durch die Asymmetrie, was den Jugendstil ebenfalls auszeichnet, schaffte Mehoffer kompositionelle Schwerpunkte: Rhythmus und Dynamik erreicht er durch das Rad der heiligen Katharina, das kein Gegengewicht erhält, durch die unterschiedlichen Stellungen der toten Märtyrer und die auseinanderstrebende Richtung der schwebenden Wesen und der fliegenden Raben. Im Gegensatz dazu zeugen die symmetrischen Wiederholungen der gotisierenden Dienste, der Blüten- und Stängelarkaden und der Irisbeete vom Einfluss der Volkskunst. Mehoffer gestaltete dieses Fenster nach zwei gegensätzlichen Formprinzipien und erreicht dadurch eine zusätzliche Spannung, ohne die Einheit zu gefährden. Bei Mehoffers Farbwahl spielen drei Komponenten eine Rolle und stehen in wechselseitiger Beziehung: die veränderte Farbpalette des Jugendstils, die kräftigen Farben der polnischen Volkskunst und eine sowohl traditionelle als auch zeitbedingte, subjektive Farbsymbolik. Damit enthalten die Märtyrerfenster alle Kriterien des Jugendstils, weisen aber besonders durch die besondere Bedeutung der Farbe darüber hinaus.

Die Märtyrer der zentralen Zone
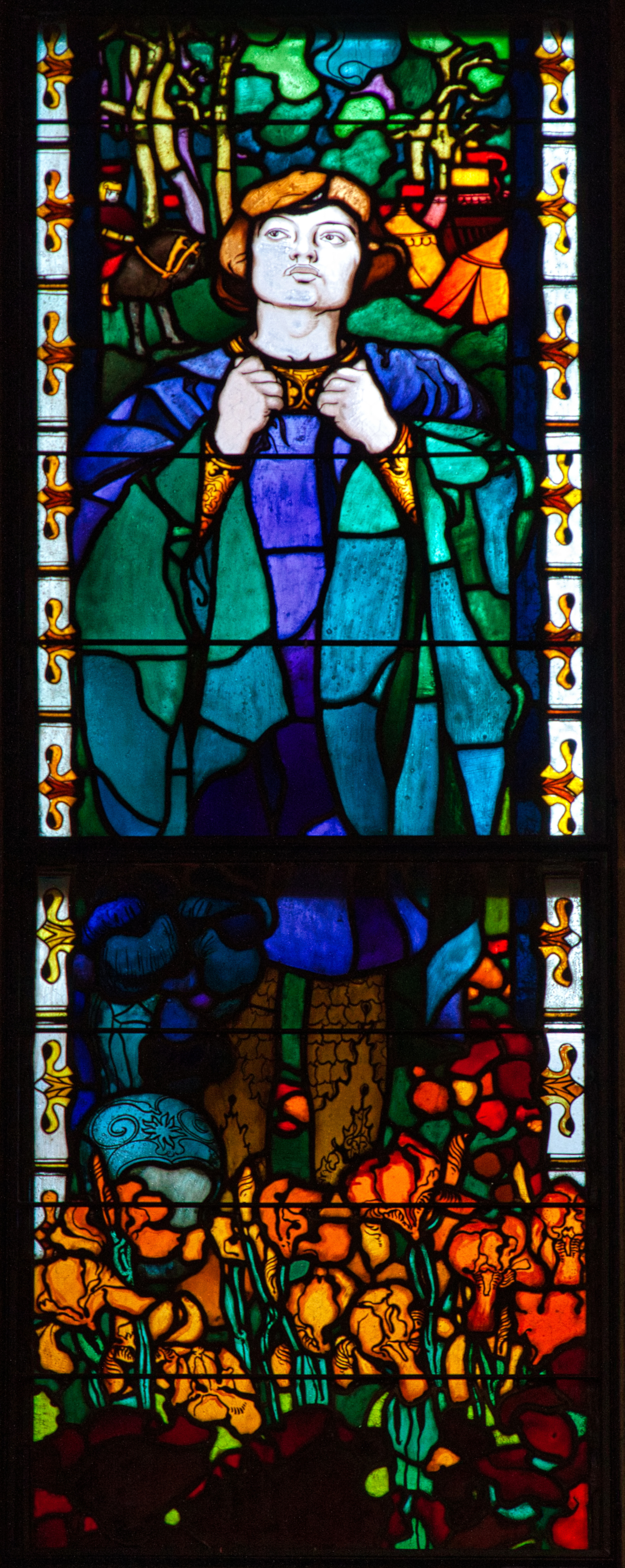
Sebastian als junger Römer
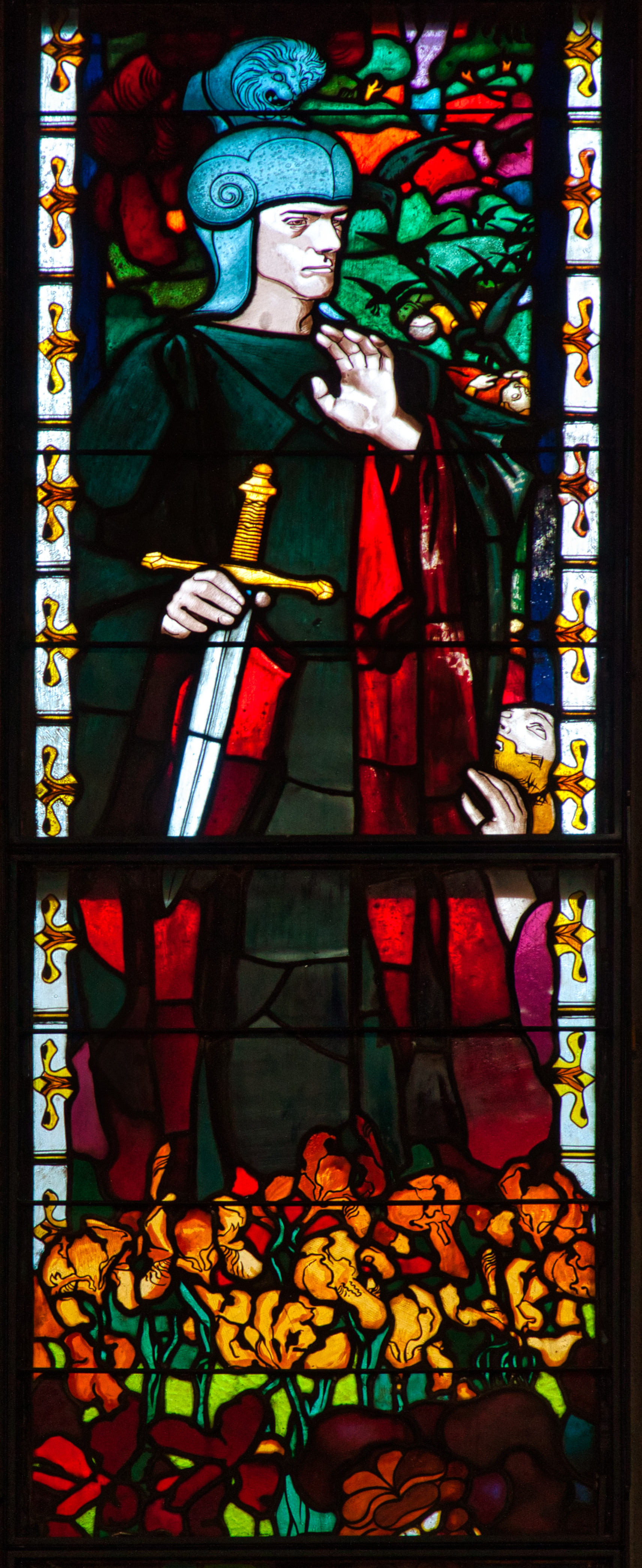
Mauritius als römischer Offizier
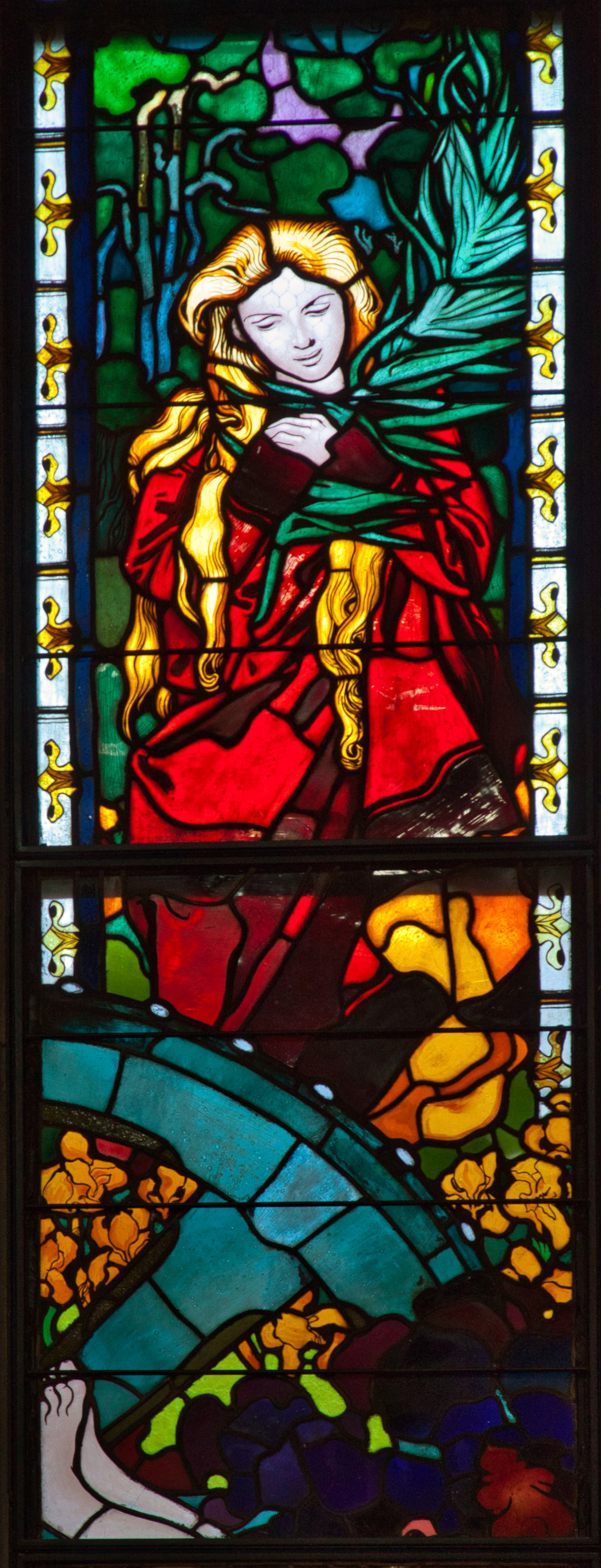
Katharina mit Rad
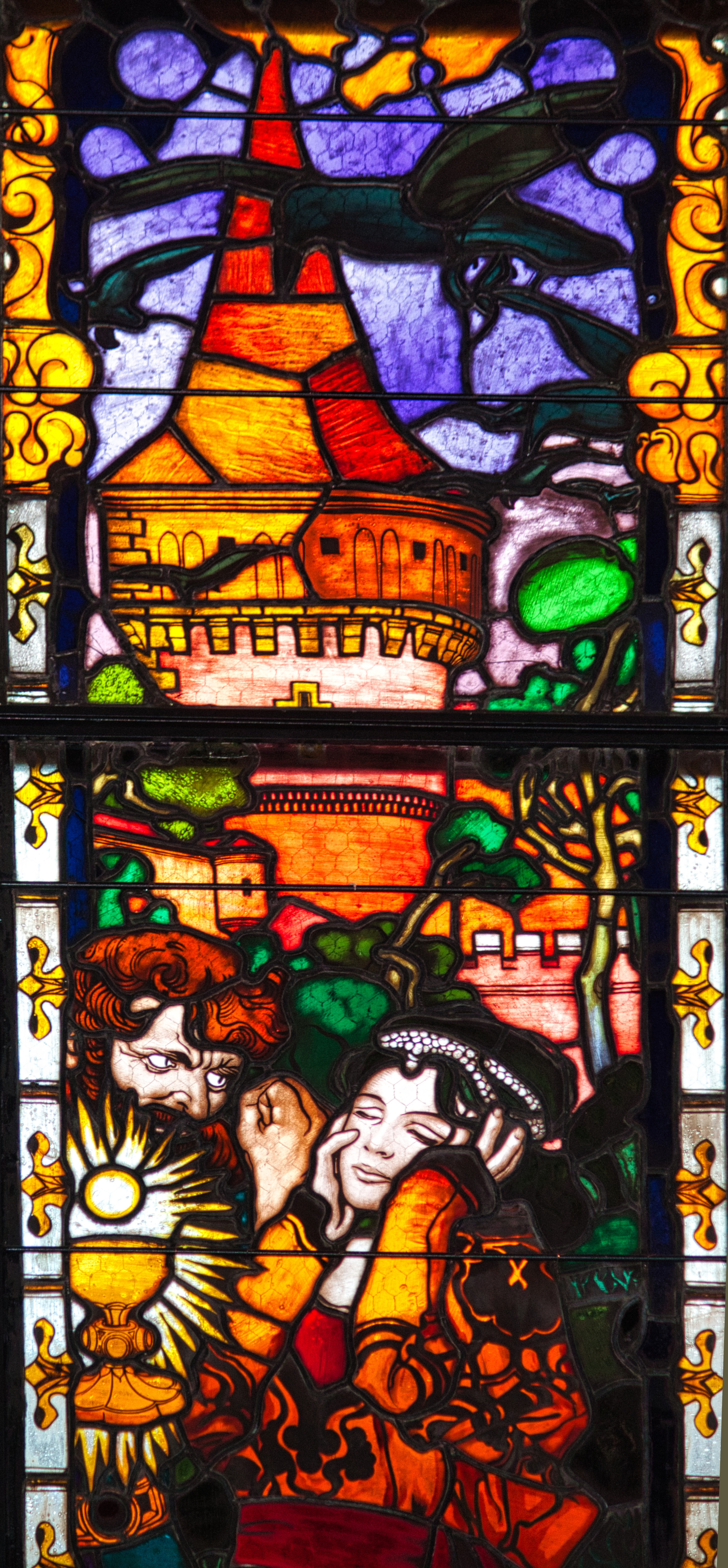
Barbara mit Turm

Todesszenen in der unteren Zone
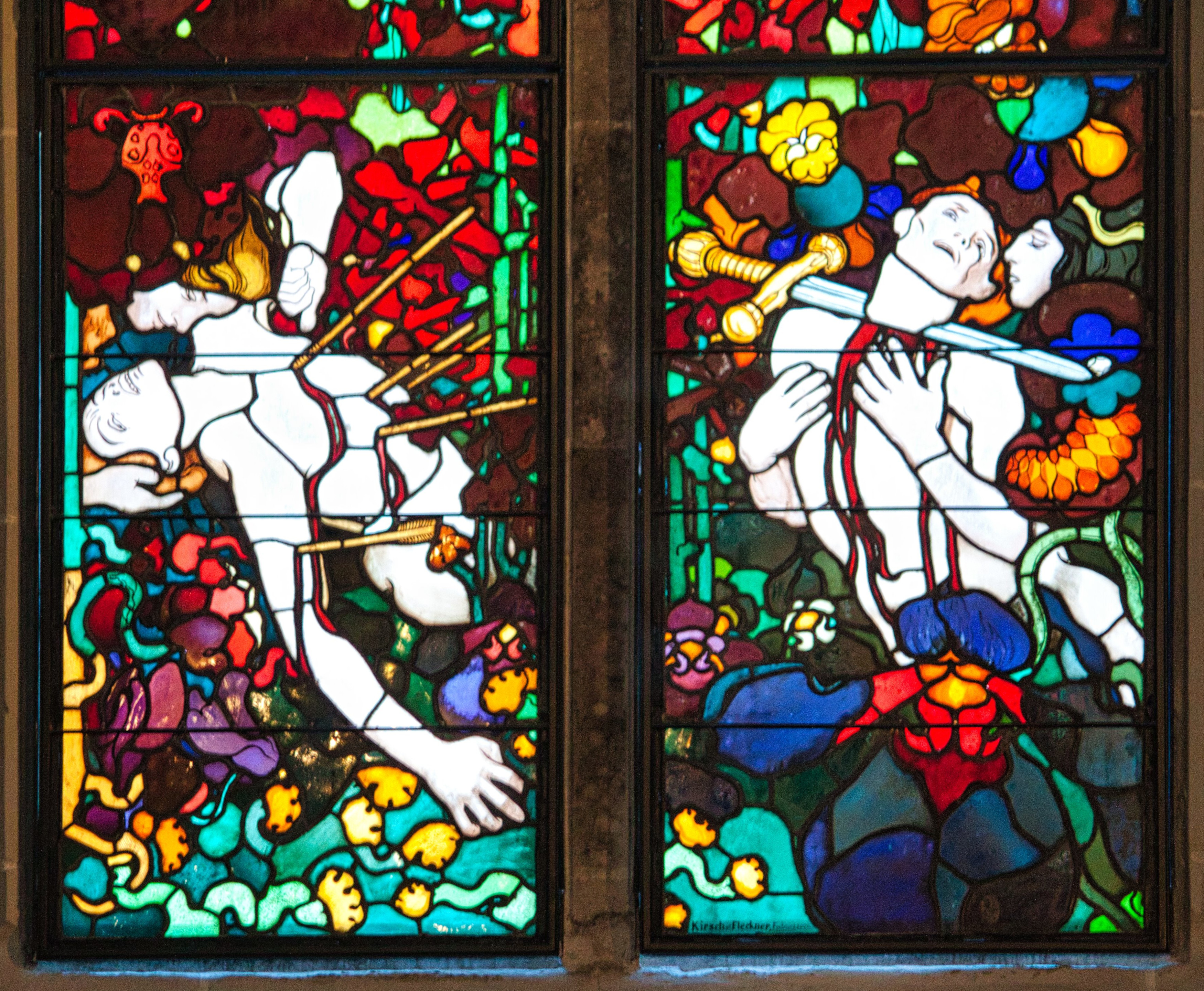
sterbender Sebastian und Mauritius
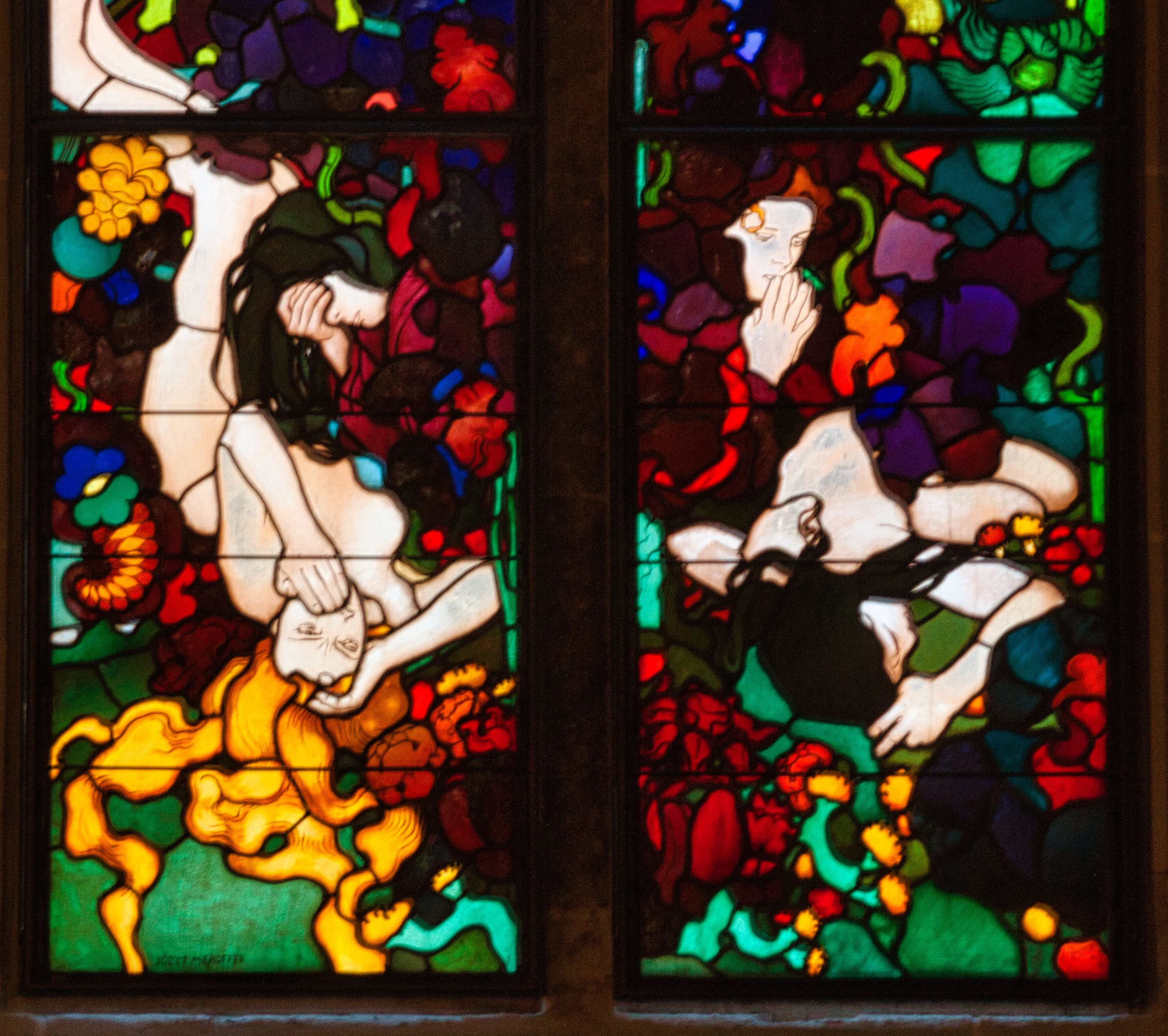
sterbende Katharina und Barbara

### Eucharistiefenster
Die Eucharistiefenster befinden sich in der vordersten Seitenkapelle der Südseite.

#### Inhalt
Ein zweibahniges Lanzettfenster bildet je eine Hälfte der dargestellten Szene. Die Fenster übernehmen von der umgebenden Architektur den Korbbogen, unter dem je eine in sich abgeschlossene Szene dargestellt ist. Die Anbetung des Altarsakraments wird im linken Fenster ins Bild gesetzt. Eine junge Frau, die einer Weihrauchwolke entsteigt, schwebt als Sinnbild des Glaubens am Fuße des Altars vor einer Strahlenmonstranz. Sie trägt ein langes, weißes Kleid. Dessen Farbnuancen führen farblich den Weihrauch weiter. Dieser Rauch steigt aus den Weihrauchgefäßen empor, die von Engeln in der rechten Bildhälfte geschwungen werden.
Im rechten Fenster neigt sich der gekreuzigte Christus zur Gestalt einer verhüllten Frau, der Ekklesia, herab, um ihr sein Blut darzureichen, das sie in einem Kelch auffängt. Die beiden Darstellungen verbindet über die mittlere Fensterteilung hinweg eine Prozession von engelhaften Diakonen. Die Prozession bewegt sich von rechts nach links. Der aus den Weihrauchfässern aufsteigende Rauch unterstützt diese Bewegung. Sie verklammert die beiden Bildhälften über die Trennung zwischen den beiden Lanzettfenstern. Diese Verbindung wird auch durch den baldachinförmigen Abschluss auf den Arkaden in der oberen Zone unterstützt. Das optische Gegengewicht bildet ein Dornengestrüpp mit einem darin verstrickten Widder. Oberhalb der beiden unteren Korbbogen erscheint durchgehend die Inschrift: «AD AUGENDUM CONFRATERNITAS SSMI SACRAMENTI VITREA PICTA PROPRIO SUMPTU FIERI CURAVIT» («Zur Erhöhung des Glanzes dieser Kirche ließ die Bruderschaft vom Allerheiligsten Altarsakrament diese Glasgemälde auf eigene Kosten erstellen.») Im Maßwerk wuchert eine stilisiert vegetabile Ornamentik, durch die blaue Weintrauben schimmern. Sie versinnbildlichen den Wein und das Blut Christi. Den grünen Hintergrund der Hauptszene mit der Kreuzesabnahme Christi im rechten Bild bilden zahlreiche Ex Votos. Sie zeugen vom Glauben, der heilsam ist und stärkt. In der linken Bildhälfte ist ein Widder zu sehen, der von Abraham anstelle von Isaak geopfert wurde. Er kündigt den Tod Christi an. Auf einem langen, hinter den Engeln verlaufenden Fries erinnert eine Inschrift an die Stifterin, an die Sakramentsbruderschaft.
Ein Detail fällt ikonographisch auf: Die Hostie, die an zentraler Stelle in der Monstranz erscheint, ist mit einer ungetönten, durchsichtigen Glasscheibe dargestellt. Mit dieser Transparenz verweist Mehoffer auf die Materialisierung Christi, die sogenannte Transsubstantiation durch die Wandlung während der Eucharistie.

#### Stil
Diese Fenster fallen in die Blütezeit des Jugendstils zur Jahrhundertwende. Offensichtlich wird hier auch der Einfluss der Volkskunst, der sich beispielsweise in der detaillierten Erzählfreude und einem gewissen horror vacui äußert. Jede Fläche ist gestaltet und bis ins Kleinste ausgefüllt. Das Ornament ist allgegenwärtig, wie etwa auf dem Architrav, wo es als sinnentleertes Füllsel – für Mehoffer eigentlich untypisch – erscheint, oder als Ex Votos, Sinnbilder der gläubigen Menschheit im Hintergrund des Gekreuzigten. Die Linie des Ornaments wirkt stellenweise ein wenig spröde; die Formen sind stark stilisiert. Anna Zeńczak, ehemals Kuratorin des Nationalmuseums Krakau, macht auf die Ähnlichkeit der Personifikation des Glaubens im Eucharistiefenster und der jungen Frau im Glasgemälde «Jeunesse de l’Art», das Mehoffer in den Jahren 1896 bis 1900 für das Firmenschild der Glasmalereiwerkstatt Kirsch & Fleckner in Freiburg entwarf. Laut Zeńczak könnte man meinen, dass es sich um das gleiche Modell handle. Es sei in der gleichen Haltung dargestellt, den Kopf leicht zur Hostie erhoben, das lange goldene Haar fällt auf den Rücken, der Arm ist erhoben. Von ihrem mit weißen Gänseblümchen gekrönten Kopf fällt ein durchsichtiger Schleier, so dass er kaum zu erkennen sei. Obwohl das Kleid ihren Körper bedeckt und der Verlauf der Bleiruten unterschiedlich ist, erinnere ihre Silhouette aus durchscheinendem Glas, dessen Weiß zart rosa gefärbt ist, an die Klarheit und Helligkeit des nackten Körpers des Mädchens im Buntglasfenster «Jeunesse de l’Art», das dem Jugendstil verbunden ist.
Im Gegensatz zur Maxime des Jugendstils, welcher der Natur als Lehrmeisterin folgt, wählt Mehoffer die Nähe zum Ornament der Volkskunst, die Vereinfachung und Stilisierung der Formen verlangt. Gotische Reminiszenzen sind der abgebildete und durchbrochene Flügelaltar. Auch der Fuß der Monstranz orientiert sich an der Gotik, der obere Teil hingegen der barocken Strahlenform. Die Fenster sind stilistisch eindeutig noch dem Jugendstil zuzuordnen, wobei der Akzent verglichen mit dem Märtyrerfenster Richtung Volkskunst verschoben ist. Diese Entwicklung zeigt sich im Dreikönigsfenster, das Mehoffer als Nächstes entwarf.

Ausschnitte aus der zentralen Zone
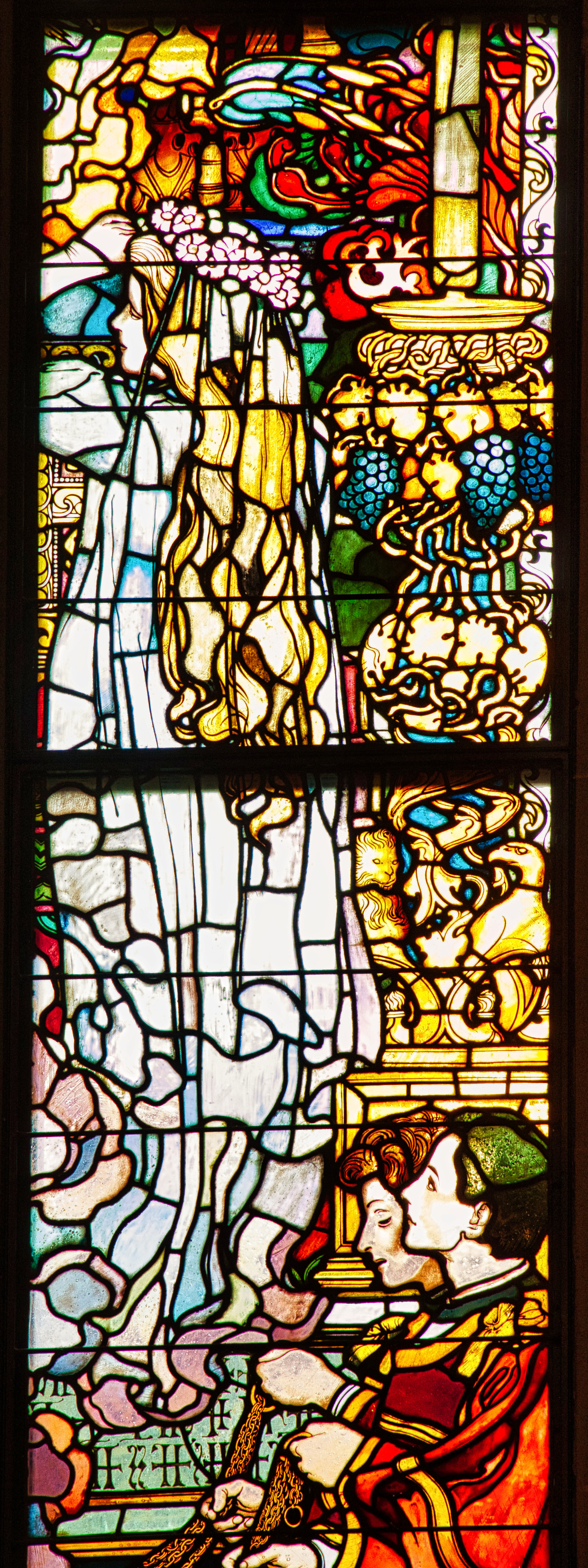
Frauengestalt als personifizierter Glaube
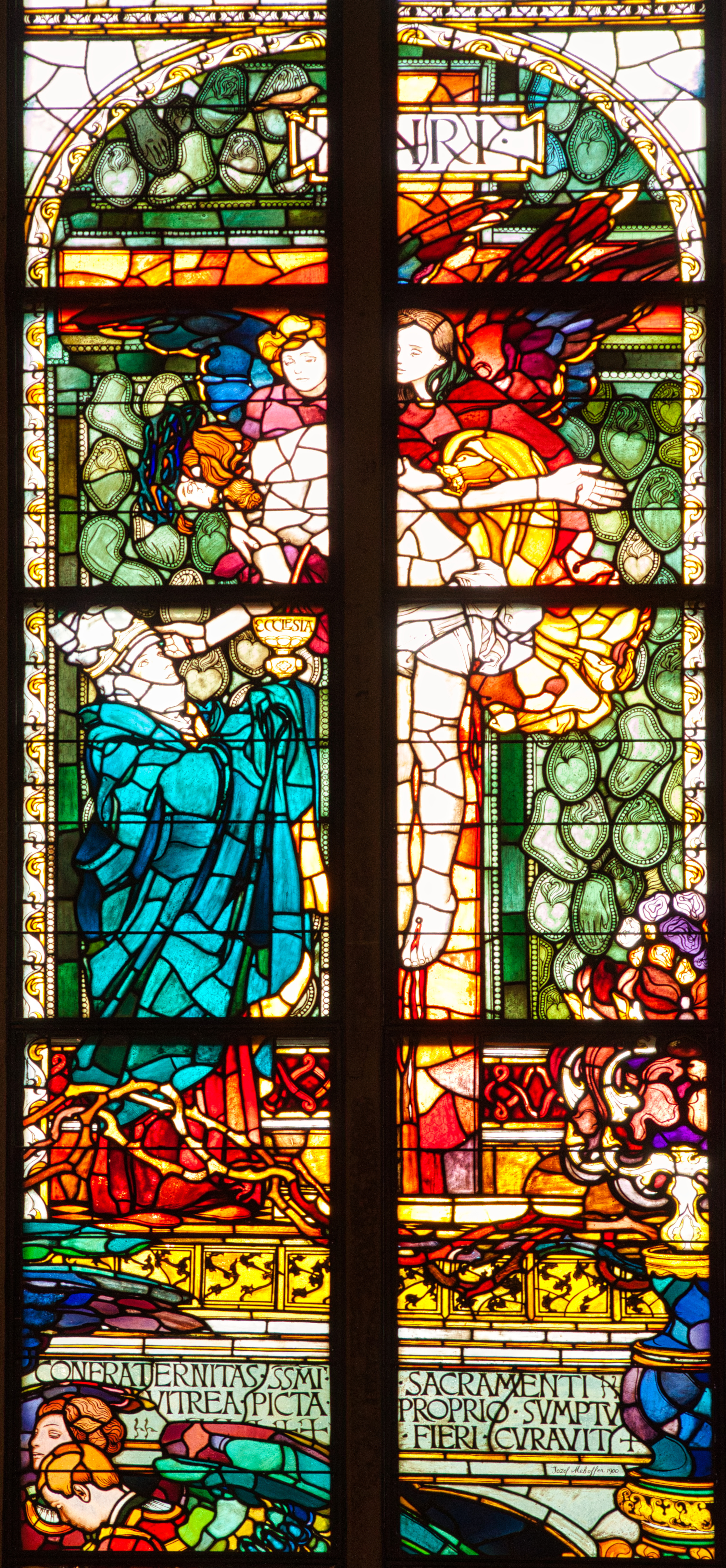
Kreuzesabnahme

Ausschnitte aus der zentralen und unteren Zone
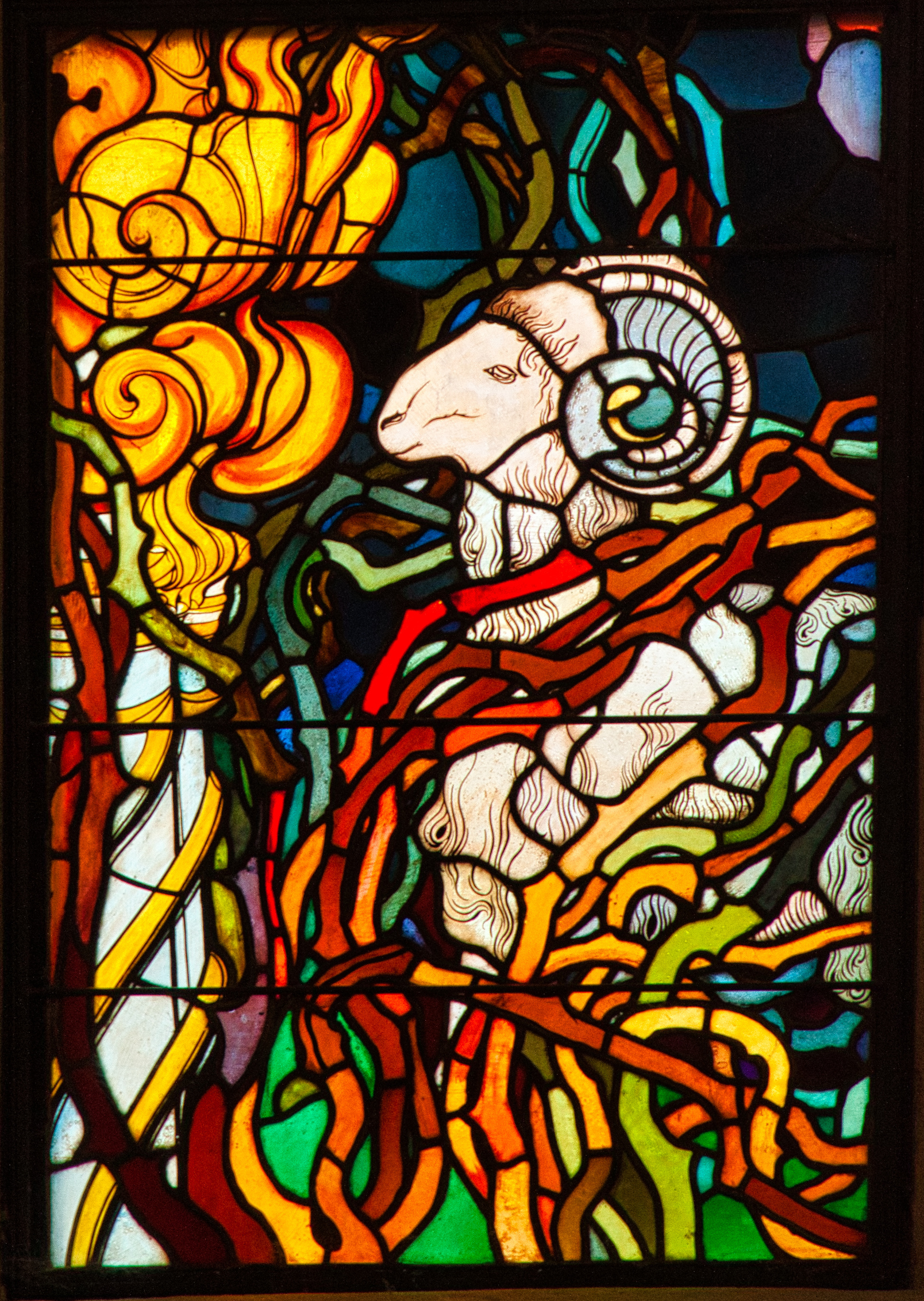
Der Widder als Anspielung auf den Opfertod Christi
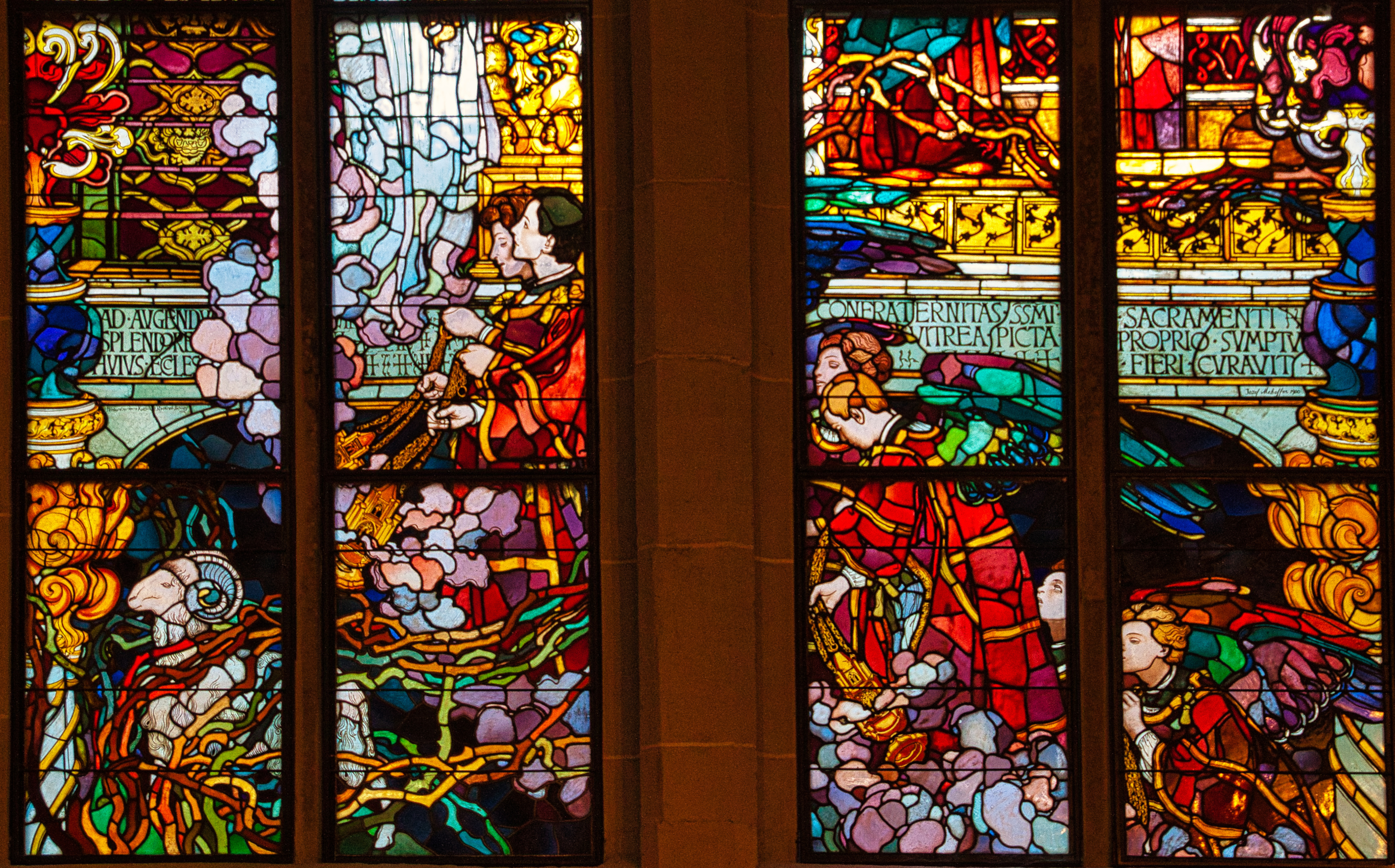
Prozession der Diakon-Engel

### Dreikönigsfenster
Das Dreikönigsfenster belichtet auf der nördlichen Seite die dritte Kapelle vor dem Chor.

#### Inhalt
Józef Mehoffer stellt übergreifend über die beiden Lanzettfenster die Anbetung der Könige unter einem halbkreisförmigen Sternengewölbe dar. Die Figuren stehen auf einer grünen Standfläche, welche die Fensterbahnen verklammert. Die linke Seite zeigt im Bildzentrum die drei Weisen aus dem Morgenland, von einem Engel begleitet. Über ihnen strahlt der große Weihnachtsstern. Auf der rechten Seite wendet sich Maria mit dem Jesusknaben auf dem Arm den Ankömmlingen zu. Hinter ihr steht Josef mit dem Ochs und dem Esel im Stall. Über der Gottesmutter schwebt ein Engel mit dem Spruchband «GLORIA IN EXCELSIS DEO» («Ehre sei Gott in der Höhe»). Unter dieser Hauptebene schließen die beiden Fensterhälften mit zwei untergeordneten Szenen ab. Links erscheint Herodes vom Tod flankiert beim Kindermord in Bethlehem und rechts der Teufel mit der Schlange. Nach oben endet jede Fensterbahn mit sich wiederholenden ornamentalen Motiven.
Die Drei Könige vor der Heiligen Familie sind in traditioneller Weise nach Art von Weihnachtskrippen gestaltet. Die Liebe zum Detail und das reiche Ornament drücken Erzählfreude aus und zeigen Mehoffers Nähe zur Volkskunst: Maria als Bauernmädchen, Josef, der den neugierigen Esel zurückhält, der friedliche, große Ochs, der erstaunt grüßende Engel hinter den reichgewandeten und mit Schätzen beladenen Königen, der Engel mit dem Schriftband, der riesige, scherenschnittartige Stern oder das Firmament, welches das Ereignis nach alter Weltvorstellung umgibt: Das alles erinnert an die Volkskunst.
Die beiden unteren Szenen stellen links Herodes mit totenkopfhaftem Antlitz dar. Der Tod an seiner Seite hat ihn augenscheinlich zum Opfer auserkoren und beißt ihm in die Schulter. Auf der rechten Seite sitzt der Teufel, hält die Schlange zurück und betrachtet gelassen das Geschehen. Anhand der ermordeten Kinder, die nackt zu Füßen des Herodes und des Todes liegen, lässt sich der bethlehemitische Kindermord identifizieren.
Die grünen, maskenähnlichen Gesichter, die aus dem Ornament der unteren Zone grinsen, finden sich mit unterschiedlicher Bedeutung bei Zeitgenossen Mehoffers, etwa bei James Ensor, Paul Gauguin und Gustav Klimt. Sie orientierten sich dabei an den seit dem Historismus wieder vermehrt dargestellten Groteskenmotiven. Vorbild für die beobachtende und abwartende Figur des Teufels auf der rechten Seite ist Stanisław Wyspiańskis Gott Vater im Glasgemälde Es werde in der Krakauer Franziskanerkirche (1897–1902). Die Schlange als traditionelles Symbol der Sünde ist in der Malerei des 19. Jahrhunderts und der Jahrhundertwende sehr beliebt. Gustav Klimt, Franz von Stuck, Félicien Rops stellen sie als überdimensioniertes Monstrum dar.

#### Stil
Die Dreikönigsfenster sind stilistisch am stärksten von der Volkskunst geprägt. Einzelne Motive entstammen in Form und Farbigkeit dem Einflussbereich des Jugendstils: etwa die S-förmigen Bäumchen, welche die Szene seitlich rahmen und an den Vertikalismus erinnern, ebenso die beiden Engel und die Blütenformen. Die gotische Fensterform wird nicht mehr berücksichtigt. Die Szene breitet sich über alle vier Fensterbahnen aus. Die Farbskala entstammt teils dem Jugendstil, was die Pastelltöne und Weiß betrifft, während die kräftigeren Farben an die Volkskunst erinnern. Bemerkenswert ist, wie Mehoffer in dem Bild diese beiden grundverschiedenen Farbauffassungen zu einer gelungenen Einheit verbindet. In einigen Elementen äußert sich Jugendstil und Volkskunst miteinander: die Schlange, das eigenwillig geformte Firmament mit den seitlichen Ausstülpungen und die stilisierte, ins Maßwerk wuchernde Ornamentik. Im Zusammenspiel damit ergeben die Figuren der Könige, der Maria und des Josef, des Herodes mit Tod und Teufel und den übrigen Requisiten (Esel, Ochs, Schlange und den Pflanzen und Sternen) das Ensemble und die Ausstattung für ein Krippenspiel. Die Darstellung wirkt – typisch für die Volkskunst – sehr unmittelbar.
Zwei Inspirationsquellen werden im Bild spürbar: zum einen der starke Einfluss der Volkskunst mit einer einfachen, erzählerischen Darstellungsweise und zum andern die dem Jugendstil verpflichtete Linienführung, die Ornamentik und die symbolischen Züge, welche die Weihnachtsdarstellung über die Sphäre des rein Erzählerischen hinausheben.
Originell erscheint die Darstellung des bösen Königs Herodes und des ihn begleitenden Todes in der unteren Zone. Sie erscheinen gewissermaßen als Figuren eines Schauspiels, das vom Teufel inszeniert ist.

### Annafenster
Die in der Literatur meist so genannten Annafenster belichten auf der Südseite die dritte Seitenschiffkapelle vor dem Chor.

#### Inhalt
Die Komposition entspricht derjenigen des Apostel- und des Märtyrerfensters: Die Mittelzone ist die Hauptebene. Hier sind in jeder Fensterbahn die Heiligen einzeln dargestellt. Die obere und die untere Zone enthalten Symbole oder Episoden aus der Heiligenlegende. Jede Figur steht auf einer durchgehenden Wiesenfläche unter einem von Stängeln und Blüten geformten Arkadenmotiv, das sich in jeder Fensterbahn wiederholt. Auf der Spitze des Kielbogens öffnet sich eine helle Blüte. Die seitlichen Arkadenspitzen laufen in zwiebelförmig verdichtete Zwiebeln aus. Im Bogenscheitel erscheint ein griechisches Kreuz in einem Medaillon; darunter steht in großen Lettern der Name des Dargestellten. Über den Köpfen der Heiligen beten im Hintergrund die himmlischen Heerscharen in hufeisenförmiger Anordnung. Einige Engel tragen Schwerter. Den Hintergrund der unteren Zone ziert eine durchlaufende Balustrade. Im Vordergrund verweisen bei den männlichen Heiligen Personifikationen des Bösen auf die Legende, bei den weiblichen Heiligen sind es reine Symbole. So windet sich im Georgsfenster der Drache und versucht, mit spitzen Zähnen die Lanze aus seinem Leib zu ziehen. Hinter ihm kniet die Prinzessin voller Angst. Im Michaelsfenster kauert der gestürzte Luzifer, der mit seinen Armen eine Lanze umfängt. Davor sitzt der feuerspeiende Höllenhund. Im Annafenster sprudelt ein Springbrunnen. Er verweist auf Maria als Gottesmutter. Im Fenster der Sünderin Maria Magdalena windet sich eine Schlange durch einen voll erblühten Rosenstrauch. Er symbolisiert Eifer und Güte; die Schlange steht für das Böse. In der oberen Zone erscheinen in jeder Fensterbahn zwei Adler im Profil. Bis auf einen schauen sie alle ins helle Licht der strahlenden Sonnenscheibe. Sie rufen die Tiersymbolik des Physiologus in Erinnerung: Da sich seine Augen verdunkelten, suchte der Adler eine helle Quelle, flog zur Sonne, wo er sich die Flügel und die Augen verbrannte. Darauf ließ er sich herab in den Quell, der ihn verjüngte. So soll der Mensch, wenn die Augen seines Herzens dunkel sind, sich zu Christus, der Sonne der Gerechtigkeit, erheben und sich im Quell des ewigen Lebens im Namen des Vaters, des Sohnes und des Heiligen Geistes verjüngen. In der linken Maßwerkhälfte erscheinen stilisierte Vögel, in der rechten Blütenformen.
Der heilige Georg ist traditionsgemäß als Soldat und Sieger über dem Drachen dargestellt. Modern ist hier die Farbpalette, die Ernsthaftigkeit ausdrückt und die Thematik akzentuiert.
Der heilige Michael bildet formal das Gegenstück zum heiligen Georg. Er ist wie in der traditionellen christlichen Ikonographie üblich als strahlender Sieger über Luzifer dargestellt. Außergewöhnlich ist hier die Dynamik des ausschreitenden Erzengels Michael. Wird er üblicherweise in ruhiger Pose dargestellt, agiert er bei Mehoffer als triumphierender Kämpfer.
Im Anna-Bild erscheint über der Heiligen die Jungfrau Maria, die Heiliggeisttaube und der segnende Sohn Gottes. Den mit Vögeln und Fischen bevölkerten Brunnen versteht Mehoffer als christliches Symbol schlechthin. Das ist eine Anspielung an die heilige Anna, die als Mutter Mariens einen Lebensquell darstellt. Abweichend von der üblichen Ikonographie hält Anna hier nicht Maria mit dem Jesusknaben auf ihrem Schoß. Mehoffer ergänzte die ursprüngliche Dreiheit der Anna selbdritt durch die Heiliggeisttaube.
Die heilige Magdalena erscheint ganz im Sinne der traditionellen Ikonographie als kostbar gekleidete Dame. Sie hält einen blauen Ölbehälter, das Attribut, das sie als Maria Magdalena kennzeichnet. Nur der dunkle Schleier weist auf die Büßerin hin, die auf irdische Freuden verzichtet.
Wie auf den Apostelfenstern verweisen auch hier die einzelnen Heiligen mit ihrer Haltung auf christliche Tugenden: Mut und Askese, Stärke und Tapferkeit, Ausdauer und innere Kraft, Entsagung und Nächstenliebe.

#### Stil
Die Annafenster mit den Heiligen Georg, Michael, Anna und Maria Magdalena sind wie die Fenster der Apostel und der Märtyrer nach dem ursprünglich verlangten Prinzip einer Darstellung pro Fensterbahn komponiert und beziehen sich streng auf den vorgegebenen Rahmen der gotischen Architektur. Auch hier dominieren stilistische Merkmale des Jugendstils wie etwa die geschwungene Linienführung, die Betonung der Senkrechten durch die eigenwillige Rahmung der Figuren. Die Rahmung hat zwar die Funktion einer Arkade, bleibt aber rein linear und stilisiert. Das vertikale Element verstärkt sich noch durch die dicht hintereinander gestaffelten Engel im Hintergrund. Auch die Ornamentik ist stärker stilisiert als im Märtyrerfenster. Deutlich zeigt sich in den Annafenstern der Einfluss des Symbolismus, der die religiöse Kunst Mehoffers prägt. Der traditionellen christlichen Symbolik entlehnt ist die Darstellung der Anna selbdritt und der Adler. Symbolistische Elemente des Jugendstils sind nicht eindeutig festgelegte Sinnbilder. Solche finden sich in Motiven wie dem Brunnen und dem Rosenstrauch oder als Stimmungen mehr in Farben und Haltungen. Von Roda weist in diesem Zusammenhang darauf hin, dass Mehoffer in Pierre Puvis de Chavannes, einem bedeutenden französischen Symbolisten, ein Vorbild sah. Ihm ging es nicht darum, die Natur nachzuahmen. Er wollte in erster Linie großformatige dekorative Entwürfe schaffen, mit denen er vor allem eine allgemeine Stimmungslage andeutete. Seine Figuren bewegen sich nur selten. Diese Elemente finden sich auch in Mehoffers Annafenstern. Vergleicht man die Figuren der Anna, der Maria Magdalena und des Georg mit Puvis de Chavannes Genoveva im Pantheon in Paris, so ist allen diese Ruhe gemeinsam. Nur die Darstellung des Erzengels Michael bringt eine gewisse Dynamik ins Geschehen, ohne aber dominant zu wirken. Die überwiegend dunkle Farbe ist hier als Stimmungsträger eingesetzt. Das dunkle Blau und Violett des Georgsmantels akzentuiert den Moment der Konzentration, der Andacht und der Ruhe. Dagegen vermittelt das Rot und Gelb der Gewandung des heiligen Michael Dynamik, Kraft und Sieg. In den Farben Grün, Schwarz und Lila klingt bei Anna das Gefühl von verhaltener Demut, aber auch in sich ruhender Größe an. Und Trauer und Entsagung rühren von der überwiegend in Schwarz, Grau und Lila gehaltenen Tracht und dem Schleier Maria Magdalenas her.
Formal sind die Annafenster noch dem Jugendstil zuzuordnen. Im Sinne des Symbolismus verstanden, sind inhaltliche Einflüsse bedeutsamer. Die verschleierte Maria Magdalena stellt eine Schlüsselfigur dar. Der schwarze, aber durchsichtige Schleier, der über Gesicht und Schultern fällt, lässt die fein modellierten Gesichtszüge erkennen. Damit drückt Mehoffer Tiefe, Intensität und Trauer aus.

Ausschnitte aus der zentralen Zone
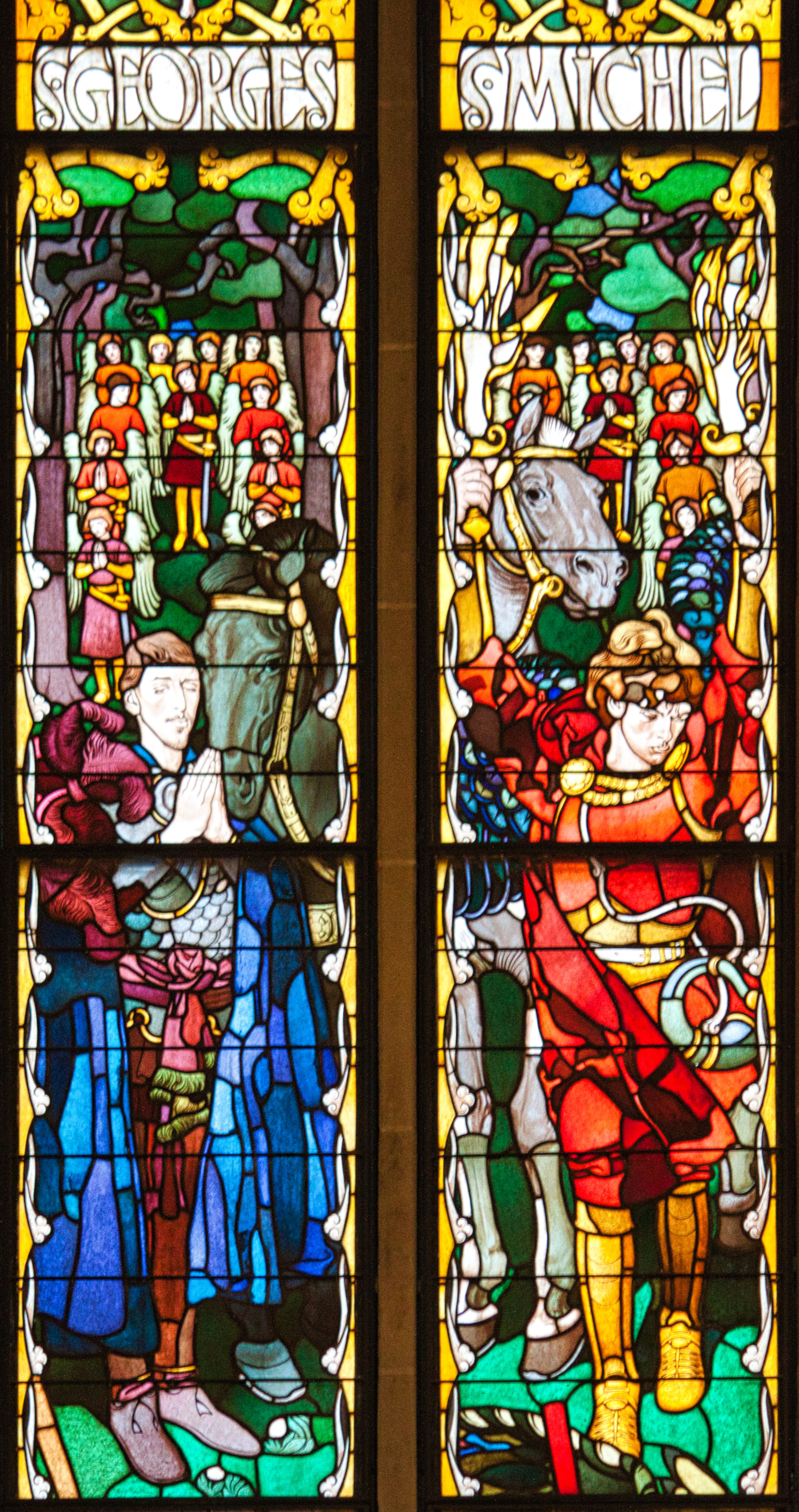
Georg und Michael
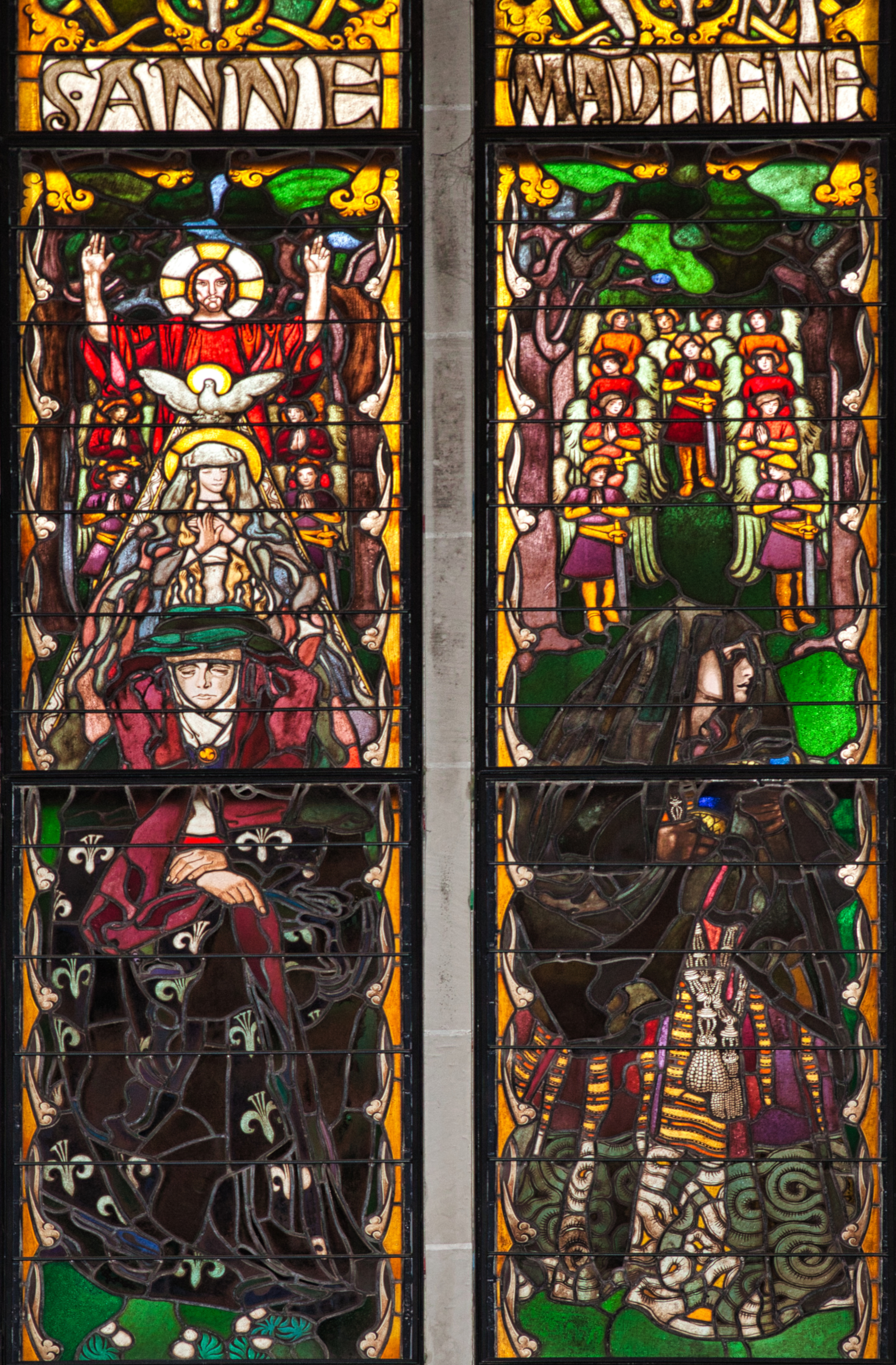
Anna und Maria Magdalena

Ausschnitte aus der unteren Zone
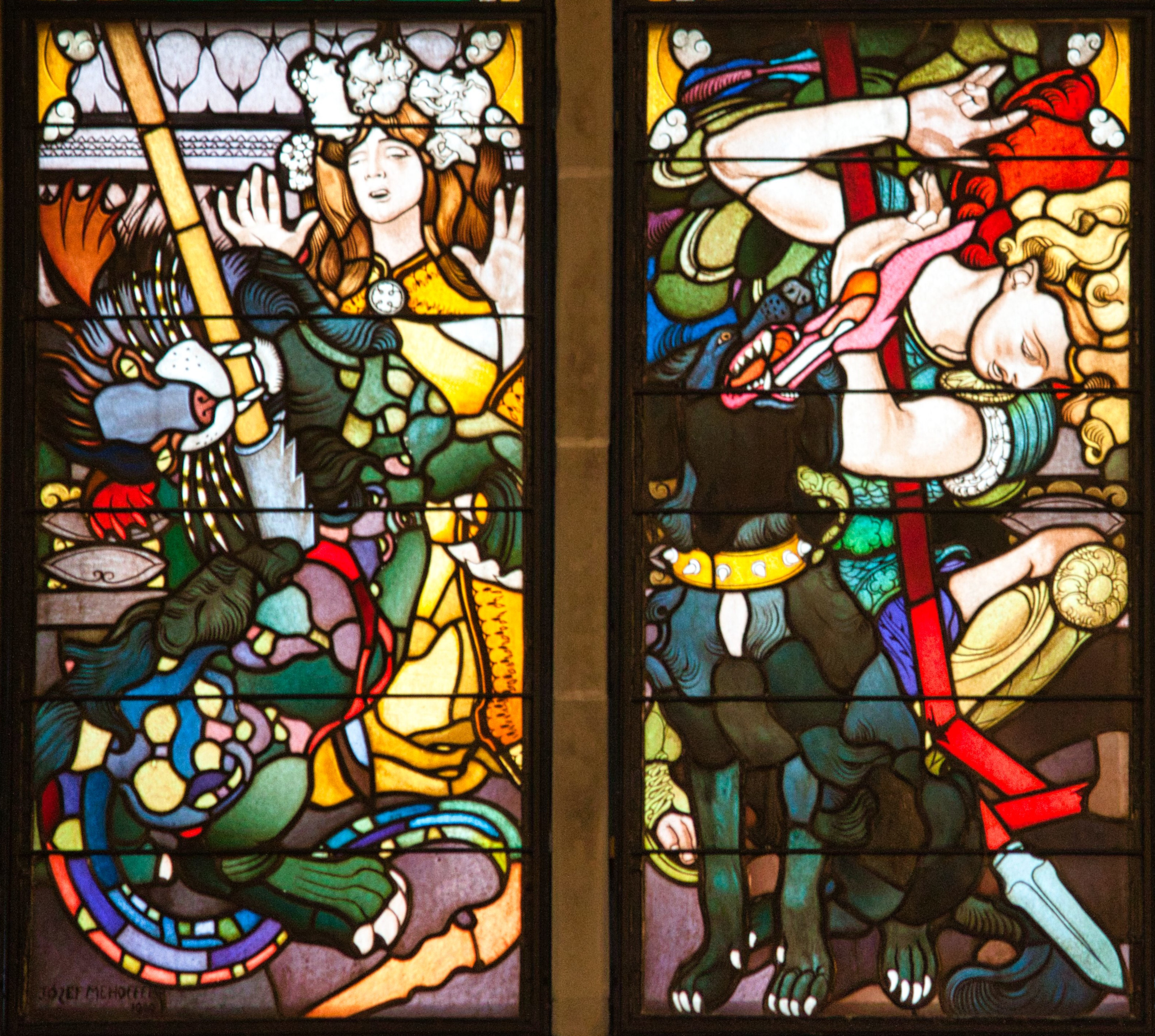
Drache mit Prinzessin (links), Besiegter Luzifer mit Höllenhund (rechts)
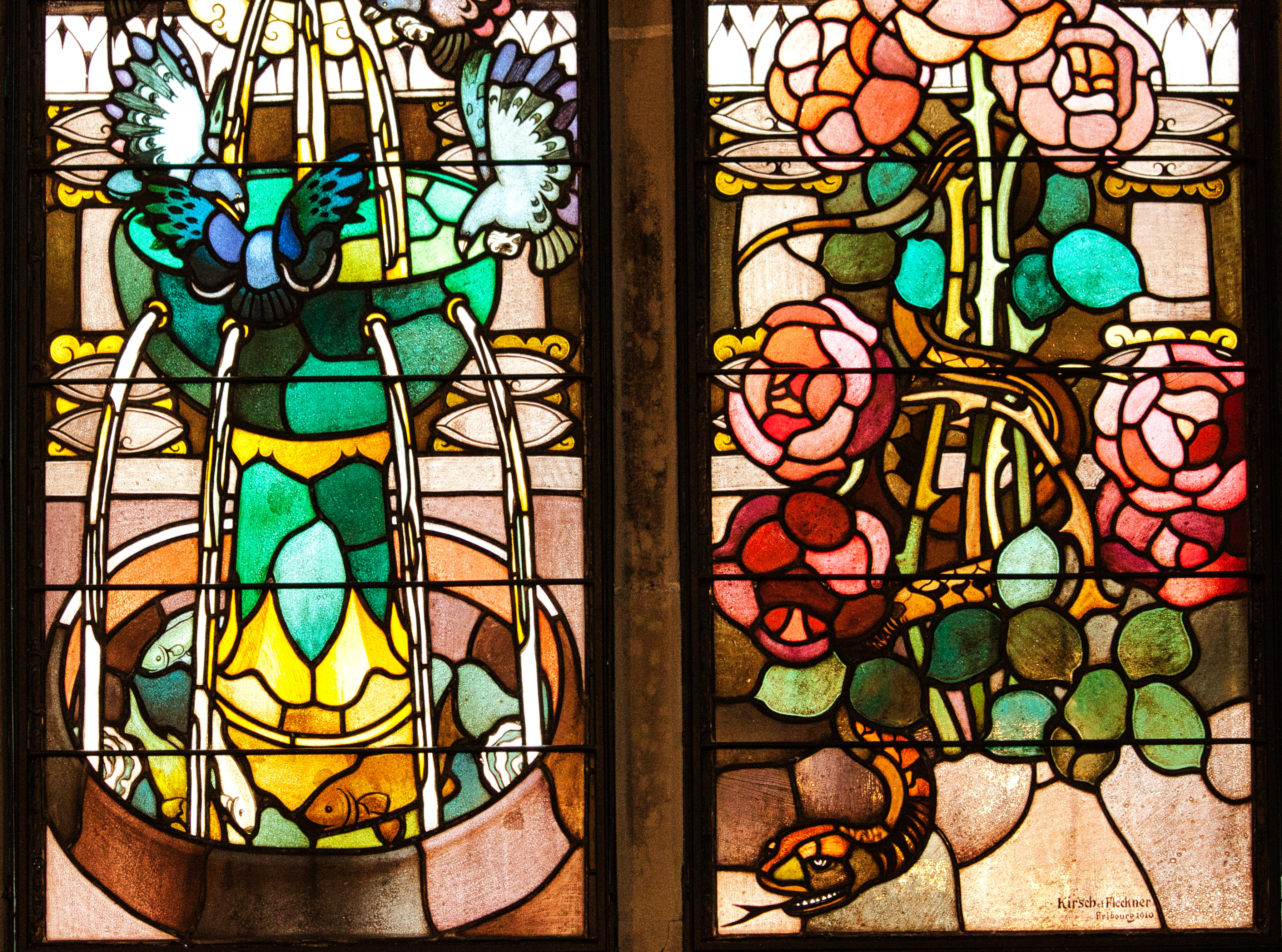
Detail des Brunnens und Rosenstrauchs mit Schlange

### Fenster der heiligen Bischöfe und Diakone
Dieses Fenster befindet sich auf der Nordseite in der hintersten Seitenkapelle neben dem Eingang zum Turm.

#### Inhalt
Das in den Jahren 1912 bis 1914 gemalte Fenster zeigt die heiligen Diakone Stephan und Laurentius und die beiden Bischöfe Martin und Claudius.
In jeder der vier Fensterbahnen steht ein Heiliger. Hier wiederholt sich zum vierten Mal das Schema einer Heiligenfigur pro Fensterbahn. In die mittlere Figurenzone wird hier zum ersten Mal eine symbolische Ebene einbezogen. Dies geschieht in Gestalt zweier junger Mädchen, die paarweise hinter den Heiligen stehen und jeweils zwei verschiedene Tugenden versinnbildlichen. Nicht wie üblich auf Lateinisch, sind sie hier auf Französisch bezeichnet: Espérance, Justice, Science, Force, Prudence, Foi, Charité und Temperance. Das sind die drei theologischen Tugenden Glaube, Hoffnung, Liebe und die vier Kardinalstugenden Klugheit, Mäßigung, Stärke, Gerechtigkeit und dazu noch die Wissenschaft. Ihr Haupt bekrönt ein Blumengebinde aus weißen Margeriten und roten und gelben Blüten. Der architektonische Rahmen, in dem die Heiligen stehen, ist stark stilisiert und teils aufgelöst. In Kniehöhe der Heiligen ist eine Devise angebracht, die jeden einzelnen kennzeichnet. Dazu erscheint bei Martin und Claudius eine erklärende Figur aus der Heiligenlegende: der Bettler beim heiligen Martin und das Kind beim heiligen Claudius. Die obere Zone ist mit stark stilisierten Pflanzenmotiven als reines Ornament gestaltet. Die untere Zone ist wie bei den vorgegangenen Fenstern dieses Schemas Symbolen vorbehalten. Hier allerdings nicht mehr individuell, sondern der Springbrunnen und der siebenarmige Leuchter wiederholen sich. Im Vergleich mit den vorangegangenen Fenstern fällt hier auf, dass die Flügel und der Kopfschmuck der weiblichen Tugenden sich mit der darüberliegenden Ornamentzone verbinden. Der Namenszug, der an dieser Übergangsstelle erscheint, identifiziert alle vier Heiligen.
Mehoffer stellt den heiligen Stephan hier nicht wie allgemein üblich während dessen Steinigung dar, sondern als feurigen Verfechter des christlichen Glaubens. So wird auch die Devise «PLENUS GRATIA ET FORTITUDINE» («voll Gnade und Kraft») verständlich. Die beiden Tugenden Hoffnung und Gerechtigkeit begleiten ihn. Der Brunnen unter ihm symbolisiert die stärkende göttliche Gnade.
Laurentius, wurde unter Kaiser Valerian mit dem Feuertod bestraft. Meist ist die Folterung auf dem Feuerrost dargestellt. Die Devise «IGNE ME EXAMINASTE» («Durch Feuer hast du mich geprüft») kennzeichnet den Heiligen. Zu ihm gehören die Tugenden Wissenschaft und Stärke.
Der heilige Martin wird meist zu Pferd dargestellt, wie er sich einem Bettler zuwendet und ihm die Hälfte seines Mantels schenkt. Mehoffer stellt den Heiligen nicht zu Pferd dar, sondern als stehenden Soldaten, der mit dem Schwert seinen Mantel teilt und sich einem Bettler zuwendet. Das Wort Christi «QUOD UNI EX MINIMIS MEIS FECISTIS MIHI FECISTIS» («Was ihr einem meiner geringsten Brüdern getan habt, das habt ihr mir getan.» Matthäus 25.40) kommentiert diese Szene und identifiziert den Heiligen. Die Tugenden Klugheit und Glaube sind seine Begleiterinnen.
Der heilige Claudius lebte im 7. Jahrhundert. Er wurde gegen seinen Willen zum Bischof von Besançon gewählt, legte dieses Amt aber nach sieben Jahren nieder und kehrte in sein Kloster Saint-Oyend de Joux zurück. Er wurde in Freiburg besonders verehrt. Dank seiner sozialen Haltung gegenüber Armen und Schwachen wurden ihm die Tugenden der Mäßigung und der Nächstenliebe und der Satz «FECIT MIRABILIA IN VITA SUA» («Er wirkte Wunderbares in seinem Leben») zugesprochen. Dieses Wunderbare ist mit dem an der Seite des Heiligen dargestellten Kind gemeint. Der heilige Claudius trägt die Gesichtszüge des alternden Papstes Leo XIII., der die Errichtung einer katholigschen Universität in Freiburg begrüßte. Auch in diesem Fenster ist durch das Vorbild der Heiligen der tugendhafte Weg des Christen beispielhaft wiedergegeben.

#### Stil
Das Fenster der heiligen Bischöfe und Diakone war der zweitletzte Auftrag für die Seitenschifffenster. Der Einfluss des Jugendstils ist zwar noch spürbar, etwa in den ornamentalen Rahmen, aber die formale und farbliche Gesamtwirkung hat sich geändert. Ein nicht eng fassbarer Realismus, wie er in den späteren Chorfenstern noch deutlicher wird, ist in den Körpern und Gesichtern der Figuren spürbar, vor allem in der Darstellung des heiligen Claudius von Besançon. Anklänge an den Jugendstil finden sich noch in der Stilisierung in den ornamentalen Zonen, wo die Wiederholung der vereinfachten Blüten und Ranken im Unterschied zu den vorhergehenden Fenstern monoton wirkt. Auch die dem Jugendstil eigene Linienführung ist hier gebrochen und die Leuchtkraft der Farben ist zurückgenommen. Umfingen die Bleiruten früher die Farbflächen weich und fließend, wirkt das dichte Netz des Gefüges der Bleiruten jetzt härter und spröder. Außerdem wirken die Figuren farblich von der umgebenden Ornamentik abgehoben, wo früher noch farbliche Verbindungen bestanden. Mehoffers Darstellung führt in diesen Fenstern merklich vom Jugendstil weg zu einer realistischen Kunst der zwanziger Jahre hin.

Ausschnitte aus der zentralen Zone
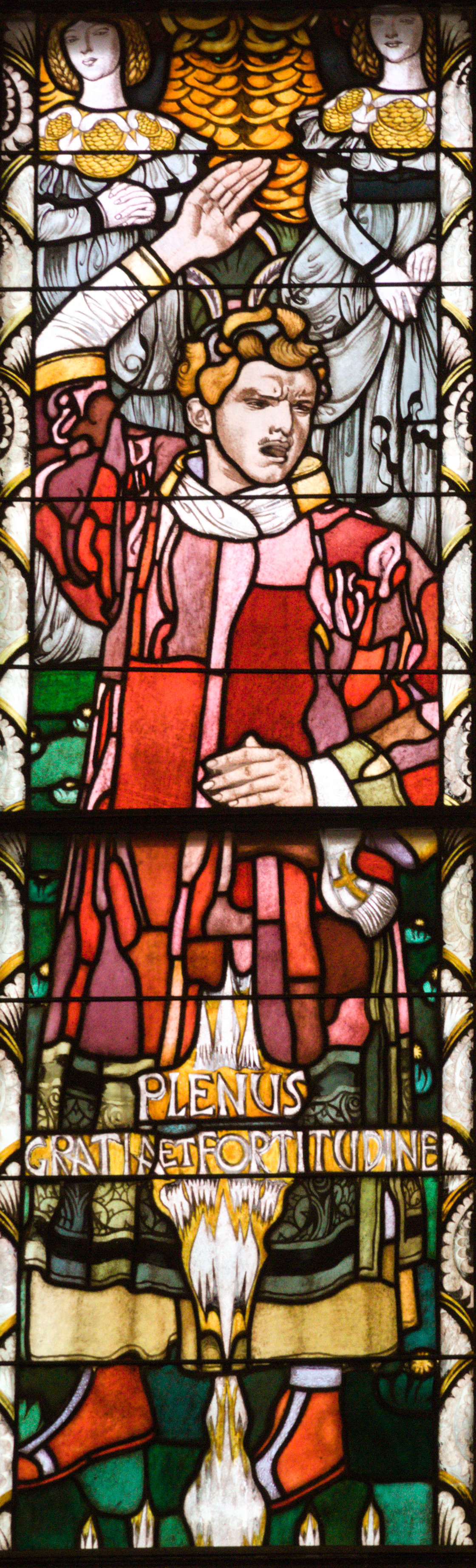
heiliger Stephan
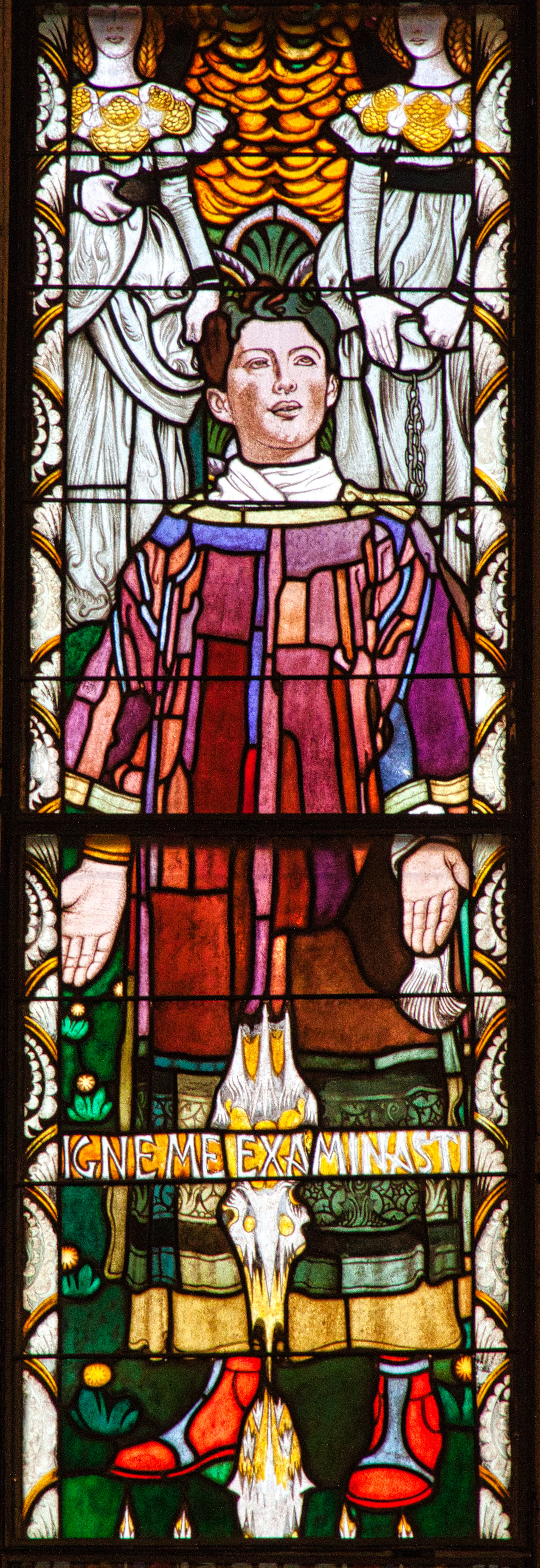
heiliger Laurentius
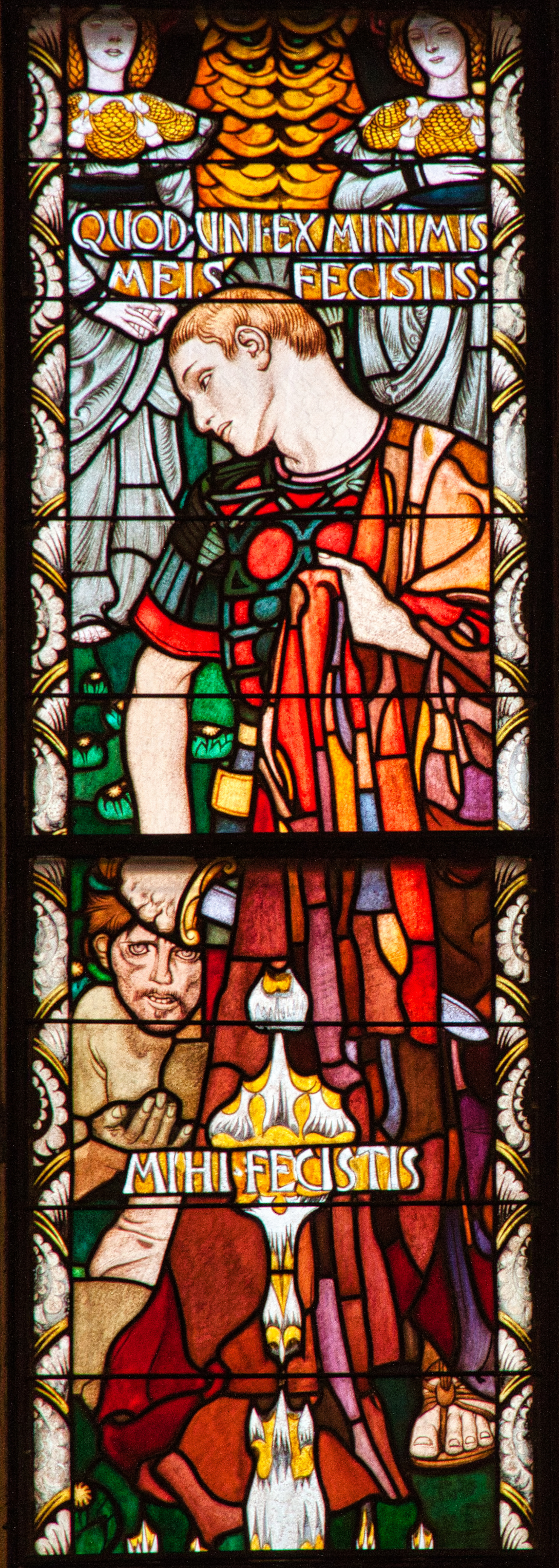
heiliger Martin
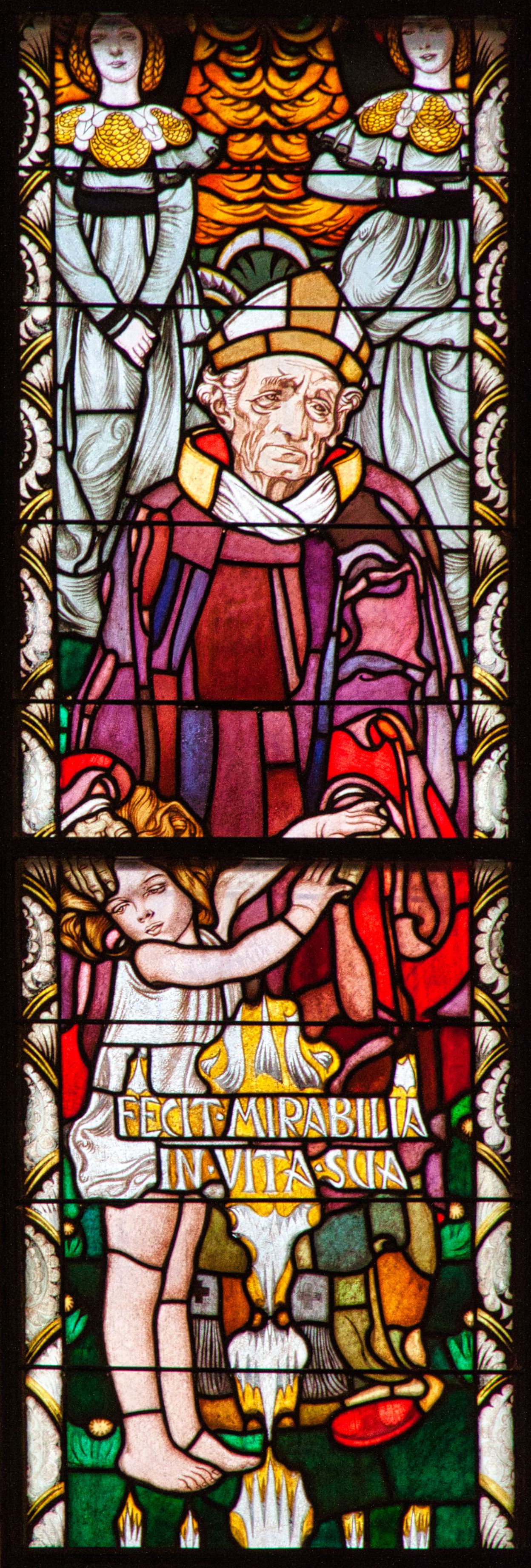
heiliger Claudius (Gesichtszüge von Papst Leo XIII.)

### Fenster des Nikolaus von der Flüe
Die Fenster des heiligen Nikolaus von Flüe belichten auf der Südseite die hinterste Seitenschiffkapelle. Daneben liegt der Eingang zur Heiliggrabkapelle.

#### Inhalt
Dieses Fenster ist der letzte Auftrag zu den Seitenschifffenstern. Mehoffer entwarf es während des Ersten Weltkriegs. Damals war Niklaus von Flüe seliggesprochen worden. Heiliggesprochen wurde er erst 1947.
Das Doppellanzettfenster stellt über alle vier Fensterbahnen eine patriotische Szene dar: Im Mittelpunkt steht auf einer Treppe eine monumentale lorbeerumrankte Säule, deren Kapitell in zwei kanzelartigen Aufsätzen endet. Die Säule erinnert an die Renaissancebrunnen in der Freiburger Altstadt. Um die Säule gruppieren sich drei verschiedene Szenen. Im Vordergrund erhebt eine Schar Eidgenossen in spätmittelalterlicher Kleidung ihre Hand zum Schwur. Im Mittelgrund sind zwei Szenen aus dem Leben des Heiligen dargestellt: links der betende Bruder Klaus im Kreis seiner Familie und rechts der Heilige als Einsiedler in der Einöde. Ein reiches Ornamentband umfängt die Doppelszene und ist auf zwei weiblichen Gestalten ausgerichtet, die über der zentralen Säule in den kanzelartigen Aufsätzen stehen: Sie verkörpern die Freiheit und das Vaterland, wie die Inschriften bekunden. Über ihren Köpfen strahlen hell die griechischen Buchstaben Omega und Alpha, das Symbol für Christus. Auch diese symbolische Ebene ist ornamental gerahmt und durch die Wolkenbänder erhöht. Nach oben schließt ein nachtblauer Himmel die Szene ab; nach unten ein Fries mit den Wappen der zehn eidgenössischen Orte. Sie sind auch beschriftet: Uri, Schwytz, Unterwalden, Fribourg, Lucerne, Zurich, Soleure, Berne, Glaris, Zoug. Darunter folgt die Devise: LA PAIX EST TOURJOURS EN DIEU PARCE QUE DIEU EST LA PAIX. («Friede ist allezeit in Gott, denn Gott ist der Friede.») Der Devise folgen die Initialen B.N.D.Fl., was bedeutet: Bienheureux Nicolas de Flüe.
Die Fenster konnten trotz der schwierigen Lage während des Ersten Weltkriegs ausgeführt werden. Den seligen Bruder Klaus verehrte man in dieser schweren Zeit vermehrt als Vermittler in Zwistigkeiten und als Landespatron der Schweiz. In den Kantonen Freiburg und Solothurn, die ihre Aufnahme 1481 in die Eidgenossenschaft der Vermittlung des Bruder Klaus zu verdanken hatten, hatte die Verehrung und Dankbarkeit Tradition, wie etwa der Samariterinbrunnen in der Unterstadt zeigt. Aber vor und während des Ersten Weltkriegs gewann die Verehrung des Schweizer Schutzpatrons an Bedeutung. In einem früheren Entwurf waren noch – wie in den Fenstern der Apostel, Märtyrer, Bischöfe und Diakone – vier Heilige, darunter Petrus Canisius und Niklaus von Flüe, geplant. Unmittelbar vor Kriegsbeginn, 1914, unterbreitete Mehoffer einen Vorschlag. Er sah vor, Niklaus von Flüe über alle vier Fensterbahnen darzustellen. Dieser Vorschlag stieß auf Zustimmung. Wie es zu diesem Programmwechsel kam, ist mangels Belegen nicht lückenlos geklärt.

#### Stil
In diesen Fenstern, die während des Ersten Weltkriegs entstanden, zeigen sich verschiedene Stilrichtungen. Die Volkskunst prägt die beiden Szenen aus dem Leben des Heiligen, der Jugendstil die weibliche Personifikationen von Vaterland und Freiheit und die Ornamentik. Eine dritte Richtung wirkt mit den Mitteln der Monumentalität übergreifend und soll die verschiedenen Ebenen zusammenhalten. Typisch für die Monumentalkunst ist der Charakter des Denkmalhaften. Als Monument beherrscht das Sinnbild des Staates mit den Personifikationen von Libertas und Patria die Bildmitte. Darüber steht Alpha und Omega als Symbol Gottes. Von Roda sieht in der Betonung der Bildmitte Anklänge an Ferdinand Hodlers Der Tag (1900), Jüngling vom Weibe bewundert (1903) oder Die Empfindung (1904). Auch im Figurenstil der Schwörenden, die ihre Hand zum Schwur erheben, findet sich eine Parallele zu den Kriegern in einigen Bildern von Hodler. Die Bewegung wirkt formelhaft. Bildet die volkstümlich-realistische Darstellungsweise schon einen Kontrast zur Monumentalität der Mitte und des Vordergrundes, wird er noch größer in Bezug auf die ornamentale Rahmung der verschiedenen Ebenen und den kapitellartigen Aufsatz. Im Vergleich mit den anderen Fenstern in den Seitenschiffen ist es Mehoffer im letzten dieser Aufträge nicht mehr gelungen, eine einheitliche Aussage zu erreichen.

Ausschnitte aus dem Fenster des Nikolaus von Flüe
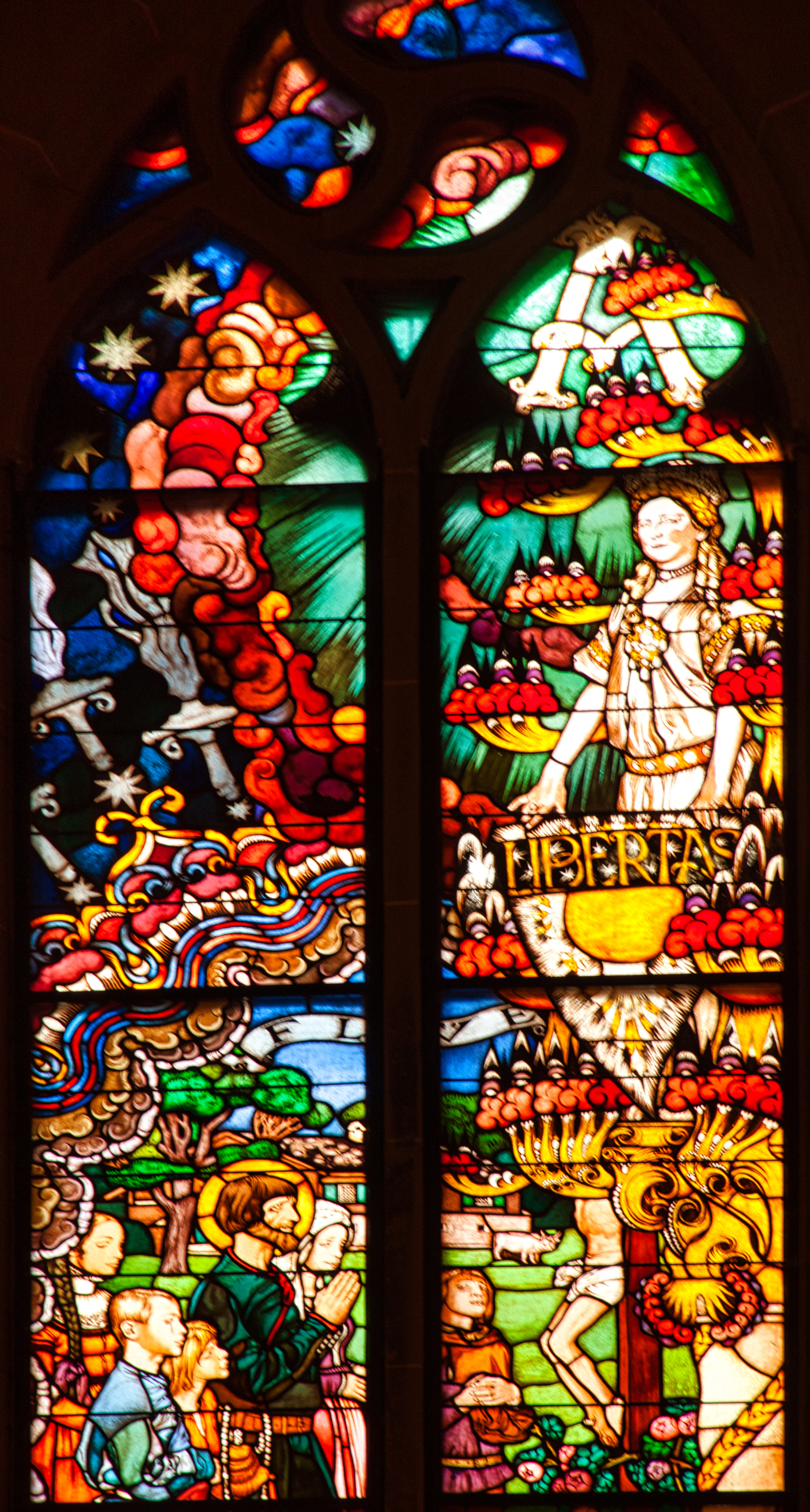
Niklaus mit Familie, darüber Libertas und Alpha
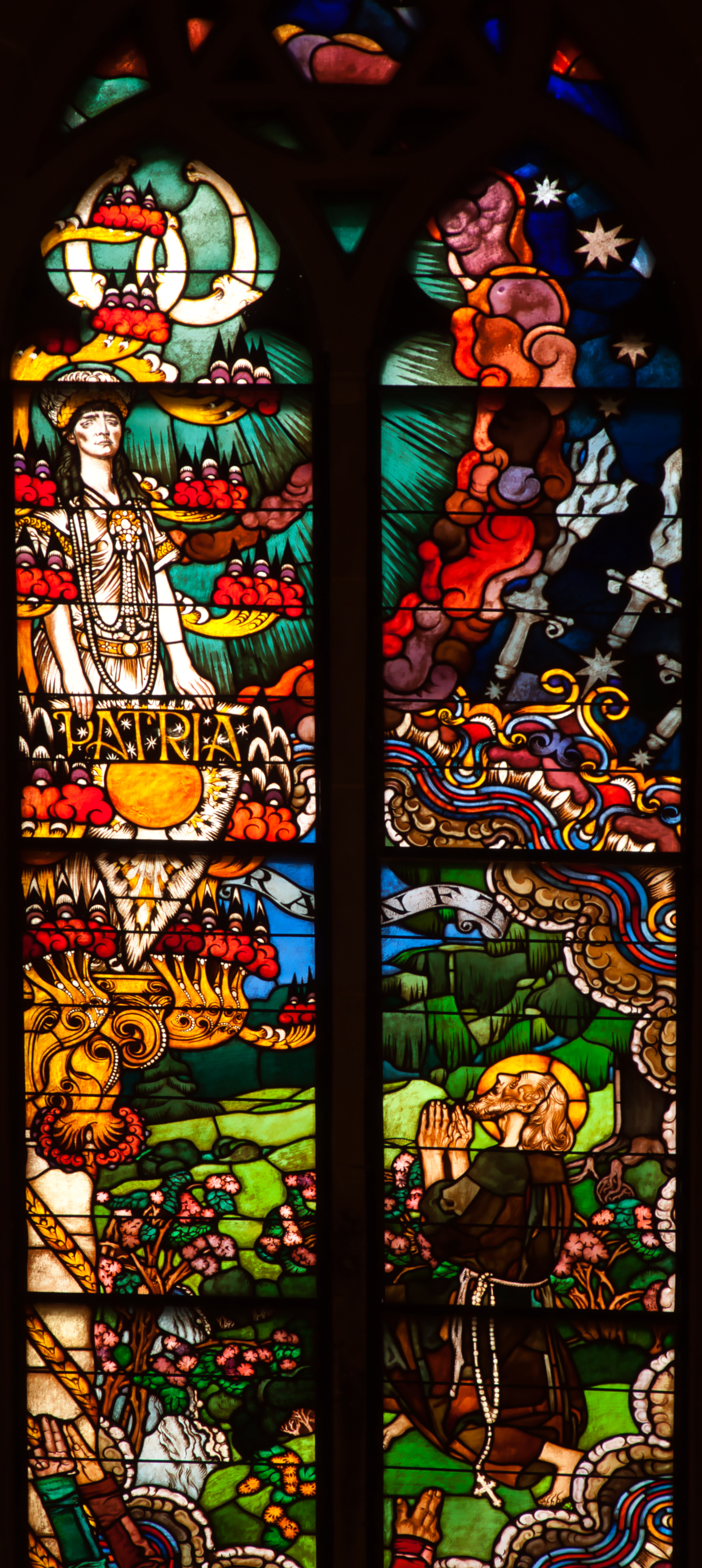
Niklaus, darüber Patria und Omega

### Die Chorfenster
Die Durchschnittsmaße der Chorfenster betragen 12 m × 2,07 m, so dass die Gesamtfläche zirka 124 m² ergibt. Das entspricht ungefähr der Gesamtfläche der acht Doppellanzettfenster der Seitenkapellen (120 m²). Die einzelnen Chorfenster sind in drei Fensterbahnen zu je elf Feldern eingeteilt.

#### Inhalt
In den Chorfenstern sind folgende Inhalte dargestellt:
- Die drei zentralen Fenster sind der Dreifaltigkeit gewidmet, das mittlere betitelt mit «Gott Vater», das Fenster links davon «Gott Sohn» und das rechts davon «Gott Heiliger Geist».
- Die beiden äußeren Fenster thematisieren geschichtliche und kirchengeschichtliche Ereignisse.

##### Dreifaltigkeitsfenster «Gott Vater»
Die ersten Skizzen zu diesem dreibahnigen Fenster fertigte Mehoffer während seines mehrmonatigen Aufenthaltes im Herbst 1918 in Freiburg an. Gott Vater wird an zentraler Stelle im Chor dargestellt. Die Bedeutung wird durch das überdimensionierte Haupt und die begleitende Inschrift unterstrichen: «JE SUIS CELUI QUI SUIS» («Ich bin der, der ich bin»). Gemäß dem Bibelwort «Du sollst dir kein Bildnis machen» stellt Mehoffer die Gesichtszüge Gottes teils realistisch (Augen, Nase, Mund, Bart), teils abstrakt mit Symbolgehalt dar. Anstelle der Kopfhaare leuchten Sterne, Sonnen und Monde, die von grünen Kreissegmenten umfangen das gesamte Universum versinnbildlichen. Drei Engelsreihen und viele Sterne bilden eine teppichartige Ornamentik. In der unteren Zone leuchtet der brennende Dornenbusch mit blutroten Rosen, links das Lamm und rechts der Widder. Sie visualisieren aus dem Alten Testament die Idee des Volkes Israel, das nicht zugrunde geht, sondern lebend aus den Flammen der Bedrängnis ersteht; diesem geknechteten Volk entstammt der Messias (Ex 3,2-8). Das gleichseitige Dreieck des Schöpferhauptes verweist auf die Dreiheit als Einheit. Diesem traditionellen Symbol ist ein sinngleiches beigefügt: Drei gleich große goldene und mit Edelsteinen geschmückte Kronen. Der unterste Fries nimmt mit seinen drei Bildern ebenfalls Bezug zum Alten Testament: die Gesetzestafeln mit Blitzen im Hintergrund auf dem Sinai, Moses mit den Strahlen der Erleuchtung und die von Cherubinen beschützte Bundeslade.
Die Bilder verdeutlichen unmissverständlich die Idee von Gott Vater, zusätzlich verdeutlicht durch das ungewohnte Sinnbild der drei Kronen. Möglicherweise inspirierte er sich für «Gott Vater» am gleichen Modell wie sein Freund Stanisław Wyspiański, das für den Glasfensterentwurf für die Franziskanerkirche von Krakau anzunehmen ist.
Der untere Teil des Chorfensters ist vom davor aufgebauten Hochaltar verdeckt.

##### Dreifaltigkeitsfenster «Gott Sohn»
Zur Rechten von Gott Vater erscheint im dreibahnigen Fenster der glorreich auferstandene «Gott Sohn». Im Strahlenglanz steigt er hinauf zum Thron, der für ihn bereitsteht. Segnend erhebt er seine rechte Hand mit dem Wundmal, seine Linke hält die reich drapierte Fahne des Auferstandenen, die zugleich als Lendenschurz dient. Mit Christus auferstehen auch die Gerechten aus der Vorhölle. Stellvertretend erscheinen für sie Propheten und Patriarchen: David, Salomin, Isaak, Isaias, Jakob Jeremias, Abraham und Ezechiel. Darunter findet sich das leere Steingrab, dessen schwerer Deckel seitlich am Grab lehnt. Zwei Engel halten mit der einen Hand den Kelch mit der Hostie und reichen einander die andere. Die Darstellung drückt aus, dass die menschliche Gestalt Christi der Erde zwar wieder genommen ist, ihr aber dennoch die mystische Präsenz im Geheimnis der Eucharistie bleibt. Hinter dem Grab öffnet sich eine grüne, von Olivenbäumen bestandene Landschaft; davor ranken Rosen empor. Der römische Soldat in Harnisch liegt vor dem Grab am Boden. Mit offenen Augen, hat er seinen linken Arm aufgestützt und die schwere Hand auf seinen Kopf gelegt. Die Geste der Verwunderung und Überraschung verdeutlicht, dass er nicht verstanden hat, wie ihm geschah.
Über dem Auferstandenen steht der reich mit Edelsteinen geschmückte kostbare Thron bereit. Er ist umgeben von sieben Leuchtern und flankiert von zwei weiblichen Personifikationen flankiert: links von der Stärke mit dem Schwert und rechts von der Gerechtigkeit mit der Waage. Die Darstellung der mit Christus auferstandenen Propheten und Gerechten vermittelt die Vorstellung, «zu richten die Lebendigen und die Toten». Das ist zugleich ein deutlich Hinweis auf das endzeitliche Weltgericht. Unterhalb des Thrones findet sich der Paradiesesbaum, um den sich die Schlange windet. Das weist auf die Erbsünde hin und darauf, dass diese durch den Opfertod Christi überwunden ist. Die nach oben abschließenden ornamentalen Zonen formen Herzen. Das mittlere von ihnen ist von Dornen umwunden.
Im zentralen Feld des untersten Friese ist die Heilige Schrift präsentiert und mit den abgekürzten Namen der vier Evangelisten versehen. Die ihnen zugeordneten Erkennungssymbole Löwe, Adler, Mensch und Stier stützen sich auf den Buchrand.
Mehoffers Darstellung folgt hier dem traditionellen christlichen Typus der Auferstehung: der Erlöser schwebt über dem offenen Grab. Das Schweben erhöht das Geschehen und nähert es bewusst der Himmelfahrt an. Grabwächter wurden im Mittelalter klein, liegend oder hockend, schlafend oder staunend dargestellt. Später stellte man sie größer, zunehmend auch zahlreicher und hässlicher dar, als Kontrast zur glorreichen Erscheinung des Auferstandenen. Im Barock kamen ausdrucksstarke Gebärden dazu. Mehoffers Grabwächter verkörpert alles: Er ist groß, hässlich, geblendet und zeigt eine ausladende Gebärde. Ebenfalls geläufig ist die Darstellung von Engeln am Grab. Selten ist aber, dass sie Kelch und Hostie präsentieren. Neu ist im Zusammenhang mit der Auferstehungsdarstellung die Reihe der Propheten und Patriarchen, die seitlich von Christus erscheinen und durch ihn erlöst aus der Vorhölle aufsteigen.

##### Dreifaltigkeitsfenster «Gott Heiliger Geist»
Mehoffer stellt in diesem Fenster den Heiligen Geist als weiße Taube bei der Verkündigung an Maria durch den Erzengel Gabriel dar. Von ihm gehen Flammen aus. Sie erinnern an das Pfingstereignis. Üblicherweise stehen sieben Strahlen für die Sieben Gaben des Heiligen Geistes. Hier setzte Mehoffer zwölf Flammen. Sie stehen für den Kreis der zwölf Apostel. Bekrönte weibliche Figuren verkörpern die Tugenden Frömmigkeit, Weisheit, Stärke, Frieden und Freude. Das Licht der Geisttaube strahlt nach unten auf den zweiten Schwerpunkt der Komposition: auf die Verkündigung. Die Jungfrau Maria hat das Haupt gesenkt und den Blick nicht auf den Engel gerichtet. Dem «Englischen Gruß» entsprechend drückt sie in ihrer demütigen Haltung aus: «Siehe, ich bin die Magd des Herrn.» Eine goldene Vase mit weißen Lilien zu ihrer Rechten symbolisiert Jungfräulichkeit. Vor ihr windet sich die Schlange mit hoch aufgerichtetem Kopf. Sie verweist auf die Erbsünde. In der untersten Zone, die vom davorstehenden Altaraufsatz verdeckt wird, zeigt ein Schiff, das in hohen Wellen segelt, und eine Taube. Damit entsteht der Bezug zur Arche Noah. Die Taube mit dem Zweig im Schnabel signalisiert das Ende der Sintflut und die Aussöhnung mit Gott. Gleichzeitig wird mit dem Friedenssymbol hier auch auf die Entstehungszeit des Entwurfs am Ende des Ersten Weltkriegs hingewiesen.
Allen drei Chorfenstern gemeinsam ist die Fülle von Zeichen, die das Komplexe veranschaulichen und unterschiedliche Assoziationen ermöglichen.

##### Fenster zur Geschichte der Kirche
Die beiden seitlichen Fenster sind der Komposition, welche die drei zentralen Dreifaltigkeitsfenster bilden, untergeordnet. Sie rahmen die drei Hauptfenster, wie Mehoffer schrieb. Dies zeigt sich etwa darin, dass die Figuren kleiner gehalten und die Motive in anderer Weise miteinander verbunden sind.
Das erste der beiden seitlichen Fenster befindet sich rechts neben «Gott Heiliger Geist» an der Chorwand. Es stellt bedeutende Ereignisse und Persönlichkeiten der Geschichte dieses Gotteshauses von den Anfängen bis in die 1920er Jahre dar. Das Glasgemälde zeigt in chronologischer Abfolge ganz oben den heiligen Nikolaus als Patron der Kathedrale in vollem Bischofsornat mit Mitra und Krummstab. Auf seinen Knien liegen das goldene Buch und drei goldene Äpfel, Attribute, die ihn kennzeichnen. Unter ihm erscheint groß das Wappen mit dem Armreliquiar des Nikolaus von Myra. Das ist auch das Wappen des Domkapitels. Darunter ist die Rolle Freiburgs während der Reformation dargestellt: Zentral kniet ein Freiburger Magistrat und schwört mit der Hand auf der Bibel, dem Glauben seiner Vorfahren treu zu bleiben, wie die Inschrift informiert: RELIGIONI PATRUM FIDELES (deutsch: der Religion der Väter treu). Rechts kniet eine Frauengestalt, die den Glauben (Fides) verkörpert. Über sie strahlt die Sonne helles Licht. Links tappt die Abtrünnigkeit (Apostasia) unter einer verfinsterten Sonne im Dunkeln. Das Bild darunter weist mit der Darstellung von vier verdienten Männern auf die Zeit der Gegenreformation hin: In der Mitte oben erscheint der Propst Peter Schneuwly (1539/1540–1597). Der Titel PATER PATRIAE (Vater des Vaterlandes) weist auf die Bedeutung dieses Humanisten und Klerikers als Reorganisator des Freiburger Schulwesens hin. Über ihm erscheinen von Flammen umzüngelt zwei aufgeschlagene Bücher: Das eine erinnert an Schneuwlys Studienplan, der den katholischen Glauben mit humanistischem Gedankengut zu vereinen versucht, das andere an die nach 1582 entstandenen Synodalstatuten. Das sind Vorschriften zum Verhalten der Kleriker und zum kirchlichen Ritual. Unter Schneuwly ist Sebastian Werro (1555–1614) dargestellt. Er wirkte zwischen 1593 und 1614 als Propst des Domkapitels St. Nikolaus. Er war zusammen mit Schneuwly für die Durchführung der Tridentinischen Reformbeschlüsse in Freiburg verantwortlich. Zu seiner Linken erscheint Petrus Canisius (1512–1597), Inbegriff der Gegenreformation in den deutschsprachigen Ländern. Er legte in Freiburg mit der Schaffung des Kollegiums St. Michael die Grundlage für die theologische Fakultät der später gegründeten Universität Freiburg. Zu Werros Rechten erscheint Giovanni Francesco Bonomi (1536–1587), Bischof von Vercelli und erster ständiger Apostolischer Nuntius in der Schweiz. Die folgende Szene setzt die Verbundenheit der Freiburger mit ihrer Schutzpatronin Maria ins Bild, wie die Inschrift bekundet: SUB HOC PATROCINIO STAT STABITQUE FRIBURGUM (deutsch: Unter dieser Schirmherrschaft steht Freiburg fest und wird weiterhin fest stehen). Sie steht mit ausgebreiteten Armen vom Strahlenkranz umgeben auf der Mondsichel. Beidseits kniet ein Magistrat an einem Altar, beide der Gottesmutter von einem Engel anempfohlen. Vor den Altarstufen prangt das Freiburger Wappen mit den drei zinnenbekrönten Türmen. Der unterste Teil zeigt die Umwandlung der Stadtpfarrkirche zur Kollegiatkirche (1512) und die Erhebung zur Kathedrale (1924). Für das letztgenannte Ereignis steht Bischof Marius Besson (1876–1945), dem es gelang, für die Stiftskirche St. Nikolaus den Status einer Kathedrale zu erlangen und selbst 1920 Bischof der Diözese Genf, Lausanne, Freiburg wurde. Der Bischof ist im mittleren Feld in vollem Ornat mit dem Wappen des Bistums auf der Brust, dem Krummstab in der Linken und einem Segnungsgestus dargestellt. Eine Inschrift hält die Pflicht AUDITO COLLEGIO AUDITO CAPITULO (deutsch: Hören Sie auf das Kollegium / Hören Sie auf das Kapitel) fest, unter bestimmten Umständen die Einwilligung oder den Rat des Kathedralkapitels einzuholen. Über dem Bischof ist das Wappen des Papstes Pius XI. abgebildet und zu Füßen des Bischofs sind die drei wichtigsten Würdenträger des Domkapitels dargestellt: der Dekan, der Propst und der Kantor. Das Wappen von Bischof Besson und sein Wahlspruch CARITAS CHRISTI URGET NOS (Christus' Liebe verpflichtet uns) sowie die neue offizielle Bezeichnung der Diözese DIOECESIS LAUSANNENSIS GENEVENSIS ET FRBURGENSIS (deutsch: Diözese Lausanne, Genf und Freiburg) schließen das Fenster nach unten ab. In der linken Bildhälfte steht ein kniender Kanoniker in der Almutie stellvertretend für das ehemalige Kollegiatkapitel, über ihm ein Lorbeerkranz mit der Jahreszahl AD 1512 im Zentrum, bekrönt von der Tiara und beigefügt der Anfang der Bulle von Julius II INJUNCTUM NOBIS. Ganz unten erscheinen das Wappen des Kapitels, vom Krummstab, der Mitra und dem Kreuz überhöht, und die beiden Inschriften: CAPITULUM COLLEGIALE (deutsch: Kollegiatkapitel) und INSIGNIS ET EXEMPTA ECCLESIA COLLEGIATA (deutsch: mit den Ehrenzeichen als Kollegiatkapitel anerkannt). Parallel dazu ist im rechten Fensterfeld die neue Situation dargestellt: Ein kniender Kanoniker in Mozetta (Schulterkragen) vertritt das neue Domkapitel. Die Jahreszahl AD 1924 datiert die kirchenrechtliche Neuerung und der Anfang der Bulle von Papst Pius XI. bezeichnet sie: SOLLICITUDO OMNIUM (deutsch: Sorge um alle). Das Wappen des Bischofs enthält unten links auch das des Kapitels St. Nikolaus. Folgende Inschriften umgeben die Darstellung: CAPITULUM CATHEDRALE (deutsch: Stiftskapitel) und ECCLESIA CATHEDRALIS CUM OMNIBUS PRIVILEGIIS ET JURIBUS (deutsch: Kathedrale mit allen Privilegien und Rechten).

##### Fenster zur Geschichte von Freiburg
Das Fenster zur Geschichte Freiburgs befindet sich links vom Dreifaltigkeitsfenster «Gott Sohn» an der linken Chorwand. Es geht auf wichtige historische Ereignisse ein, die eng mit der kirchenpolitischen Situation zusammenhängen. Somit nimmt es Bezug auf die Darstellung im gegenüberliegenden Fenster, das der Geschichte der Kathedrale gewidmet ist. Die Chronologie reicht von der Gründung der Stadt Freiburg durch Berchtold IV. von Zähringen im Jahr 1157 oben im Fenster bis unten zum Freiburger Staatsrat während des Ersten Weltkriegs. Im obersten Feld des Fensters reitet Berchtold IV. auf einem Rappen. Er hält die Zähringer Fahne mit dem roten Adler. Zu seinen Füßen erscheint das Modell der von ihm gestifteten ersten Nikolauskirche und über ihm die Krone des Römischen Reiches. Die Inschrift BERCHTOLDUS DEI GRATIA DUX ET RECOR BURGUNDIAE identifiziert den Reiter. Darunter wandelt die Personifikation des Ruhmes, die Trompete bläst, umgeben von eidgenössischen Fahnen. Zwei Schweizer Krieger halten die gelben Bänder des Lorbeerkranzes. Zu Füßen des Ruhms liegen Geschenke des Papstes: der Hermelinhut als Herrschaftssymbol, dazu Schwert und Schild. Die Inschrift kennzeichnet die Krieger als DEFENSORES LIBERTATIS ECCLESIAE («Verteidiger der Freiheit der Kirche»). Mit diesem Titel zeichnete Julius II. die Eidgenossen für ihre Verdienste bei den Feldzügen der Päpste von 1509 bis 1513 aus. Darunter erscheinen die Beziehungen der Schweiz zu Rom ins Bild gesetzt. Julius II. verlieh 1512 der Kirche St. Nikolaus den Titel einer Kollegiatkirche. Der Humanist, Staatsmann und Gesandte Peter Falk, der sich für diese Neuerung engagierte, steht auf dem Freiburger Staatswappen und hält einerseits die Bulle, die den neuen Status der Kollegiatkirche anzeigt. Andererseits weist er auf die Inschrift ANNO DOMINI 1512. INJUNCTUM NOBIS. Seitlich vom zentralen Feld mit Peter Falk thronen über ihren Wappen die beiden Päpste Julius II. della Rovere und Leo X. de Medici. Zwei leuchtende Sonnen überstrahlen sie; diese symbolisieren die historische Bedeutung der beiden. Der nächste Fensterabschnitt stellt die Kraft und Schönheit des liturgischen Gesangs dar: Der singende Kantor kniet im Zentrum; ein geigender Engel begleitet ihn. Breite Lichtstrahlen fallen auf die beiden und versinnbildlichen den mystischen, kraftvollen Charakter des liturgischen Gesangs und der Bulle. Am Hauptaltar mit den brennenden Kerzen steht der Propst mit Mitra und Krummstab. In den Chorstühlen sitzen die Kanoniker, dahinter stehen Mitglieder des Kleinen Rats, begleitet von Hellebardenträgern.
Die Darstellung im unten folgenden Teil des Fensters nimmt Bezug auf die schwere Zeit während des Ersten Weltkriegs. Die weibliche Personifikation des Vaterlandes steht im Zentrum unter der legendären Murtenlinde. Die Patria (Helvetia) trägt eine goldene Krone in Form des Stadtwappens. Sie ist umgeben von zivilen und militärischen Vertretern des Kantons. Unter Schweizer Fahnen ist der Staatsrat dargestellt. Im Vordergrund sind zwei weißgekleidete Mädchen mit hellblauen Bändern um Taille und Haar. Sie entnehmen den Füllhörnern rote Rosen und reichen sie der personifizierten Patria. Ganz unten sitzt die Personifikation der Geschichte am Spinnrad. Diese Darstellung verweist auf die drei mythologischen Schicksalsgöttinnen, die den Lebensfaden spinnen (Klotho), ihn erhalten und bemessen (Lachesis) und ihn letztlich abschneiden (Atropos). Ihr gegenüber sitzt eine Frau in dunklem Gewand und schwarzem Schleier. Sie bedeckt mit beiden Händen ihr Gesicht als Trauergestus. Sie repräsentiert die vielen Frauen, die während des Krieges Söhne oder Gatten verloren haben. Die Jahreszahlen 1914 und 1918 markieren die Schreckenszeit des Ersten Weltkriegs.

#### Stil der Chorfenster
Zur Entstehungszeit der Chorfenster ist festzuhalten, dass der Erste Weltkrieg den Dialog, den die Kunst über die Grenzen hinweg aufgebaut hatte, weitgehend zerstörte. Mehoffer blieb bei diesen Chorfenstern unentschlossen, ob er sich neuen Tendenzen öffnen oder die alten Werte tradieren sollte. Im zentralen Chorfenster «Gott Vater» brachte er sowohl expressive als auch kubistische Motive ein, wie das imposante Haupt Gott Vaters zeigt. Die beiden anderen Dreifaltigkeitsfenster weisen in traditioneller Weise realistische oder dem Jugendstil verwandte Figuren. Offensichtlich ist dies in der Verkündigungsgruppe. Einzig in der Behandlung der Ornamentik findet sich ein neuer Ansatz: Die Wiederholung, Reihung und teilweise Geometrisierung der Einzelmotive wirkt abstrakter. Durch das Neben- und Miteinander mit einzelnen Szenen entfällt eine eigentliche Raumtiefe, wie sie in den Fenstern der Seitenkapellen noch deutlich vorhanden ist. Darin zeigt sich die Verwandtschaft der teppichartigen Wirkung der mittelalterlichen Glasmalerei. Die beiden letzten Chorfenster zeigen sich in einem eher trockenen Realismus und einer durch Wiederholung monoton wirkenden Ornamentik. Das ist allerdings auch der additiven Reihung zahlreicher Einzeldarstellungen, die der Auftraggeber verlangte, geschuldet. Die Chorfenster wirken aufgrund von drei Faktoren unvollendet: Mehoffer konnte die fehlenden Schlussretuschen nie anbringen, Mängel beim Brand in der Glasmalereiwerkstatt und der alarmierend schlechte Erhaltungszustand infolge der starken Luftverschmutzung sind zu beklagen. Die Folgen auf die Gesamtwirkung der Fenster sind unübersehbar und sie unterstellen unberechtigterweise ungelöste stilistische Probleme, wo es sich um technische Mängel oder gravierende umweltbedingte Materialzerstörung handelt. Die übergreifende Komposition der Chorfenster zerfällt sowohl inhaltlich als auch technisch in ein kleinteiliges Netzwerk, das den Betrachter aus keiner Distanz überzeugen kann. Nur die Farbe leistet noch einen optischen Zusammenhalt. Sie ist auch das einzige Element, das in Mehoffers Werk nach dem Krieg ungebrochen weiterlebt.

Chorfenster (von links nach rechts)
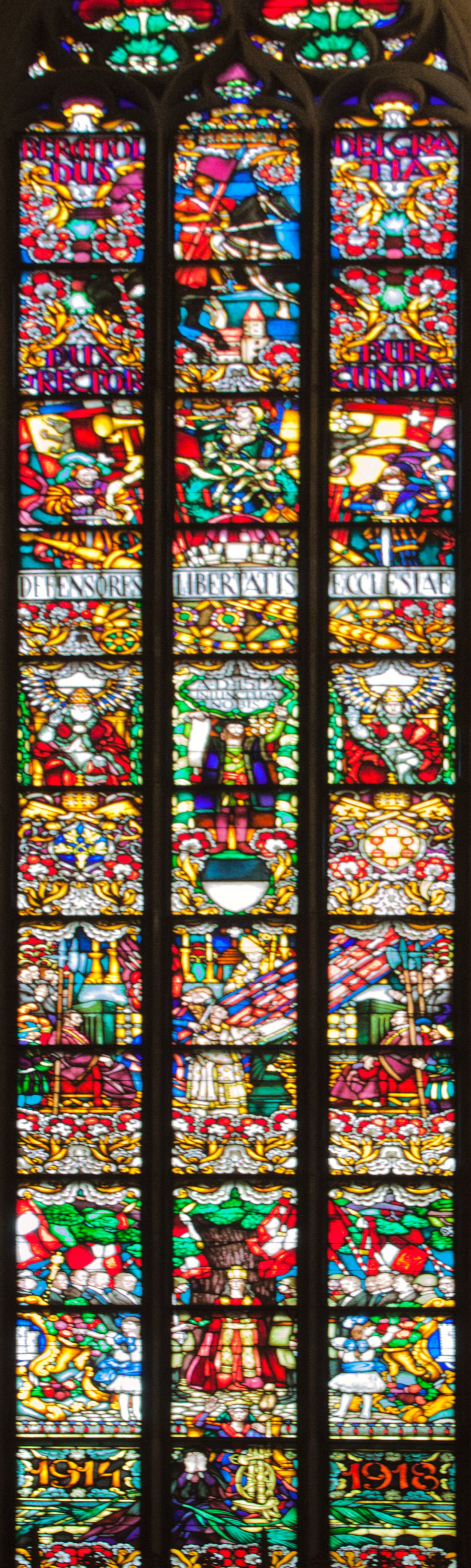
12. Freiburger Geschichte
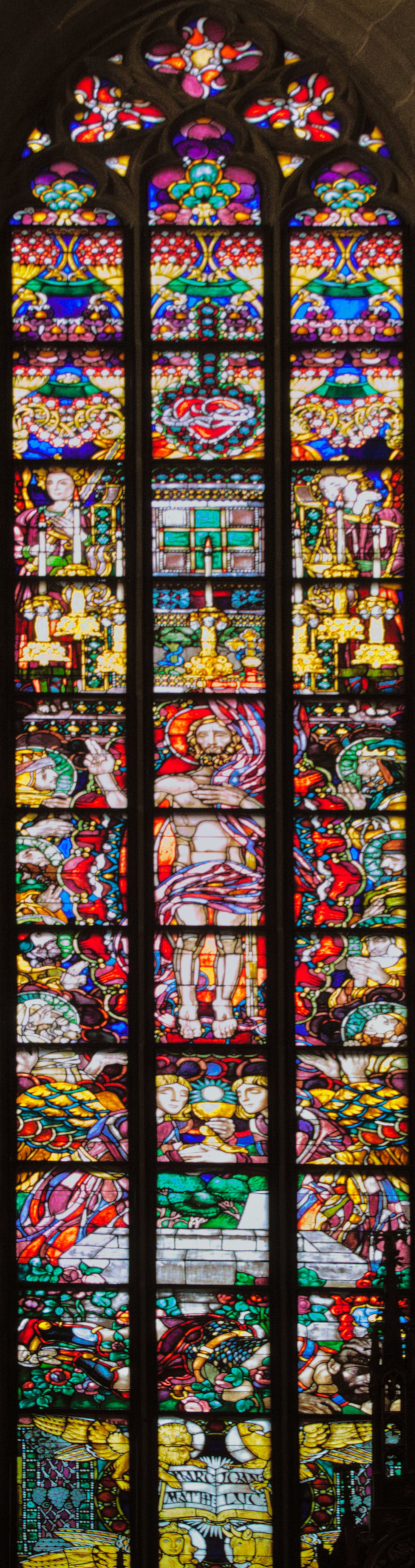
10. Dreifaltigkeit: Gott Sohn
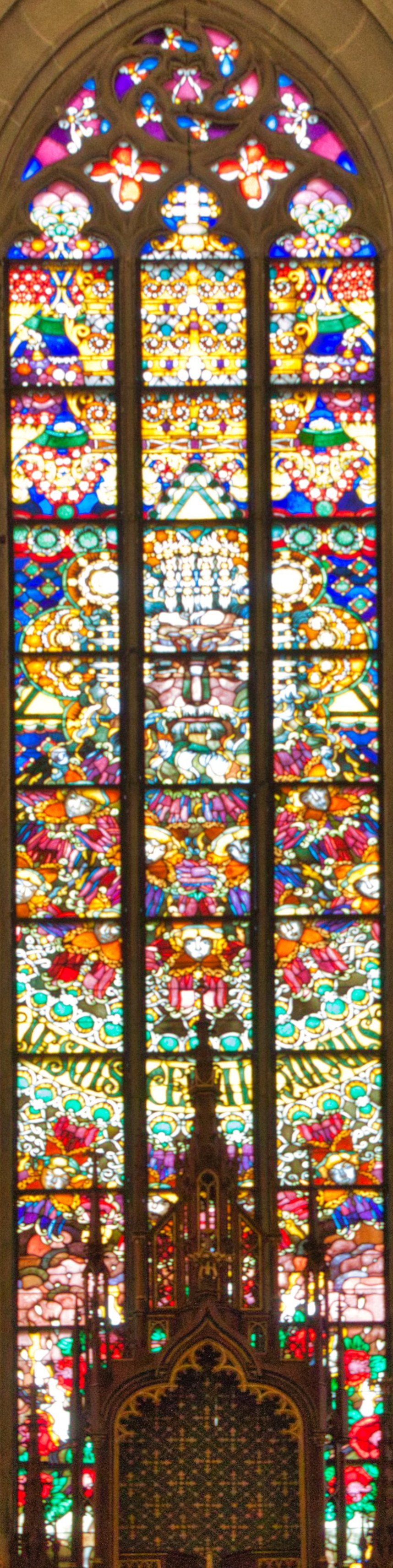
9. Dreifaltigkeit: Gott Vater
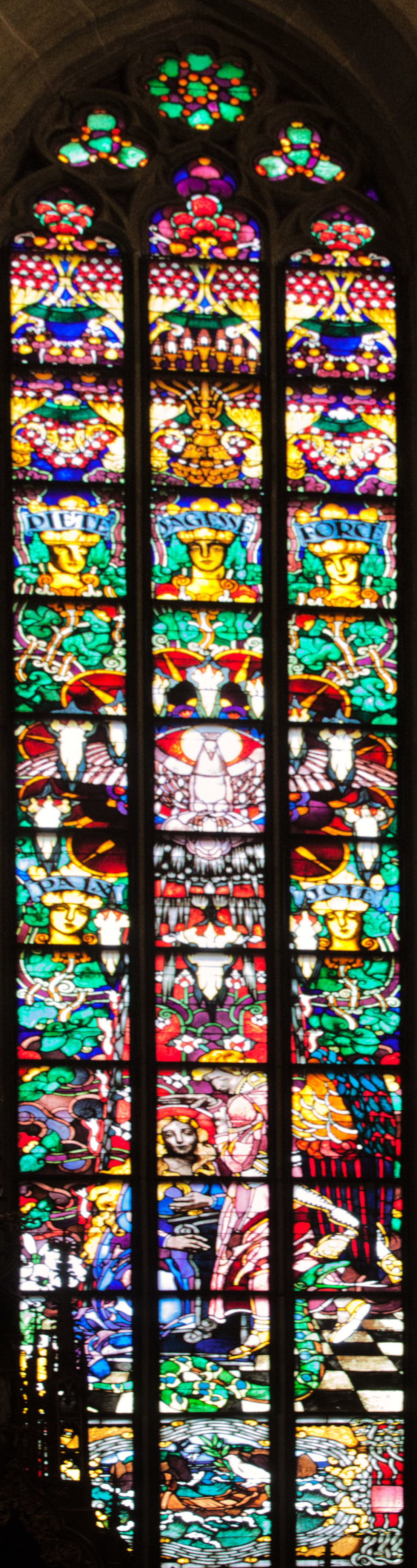
11. Dreifaltigkeit: Gott Heiliger Geist
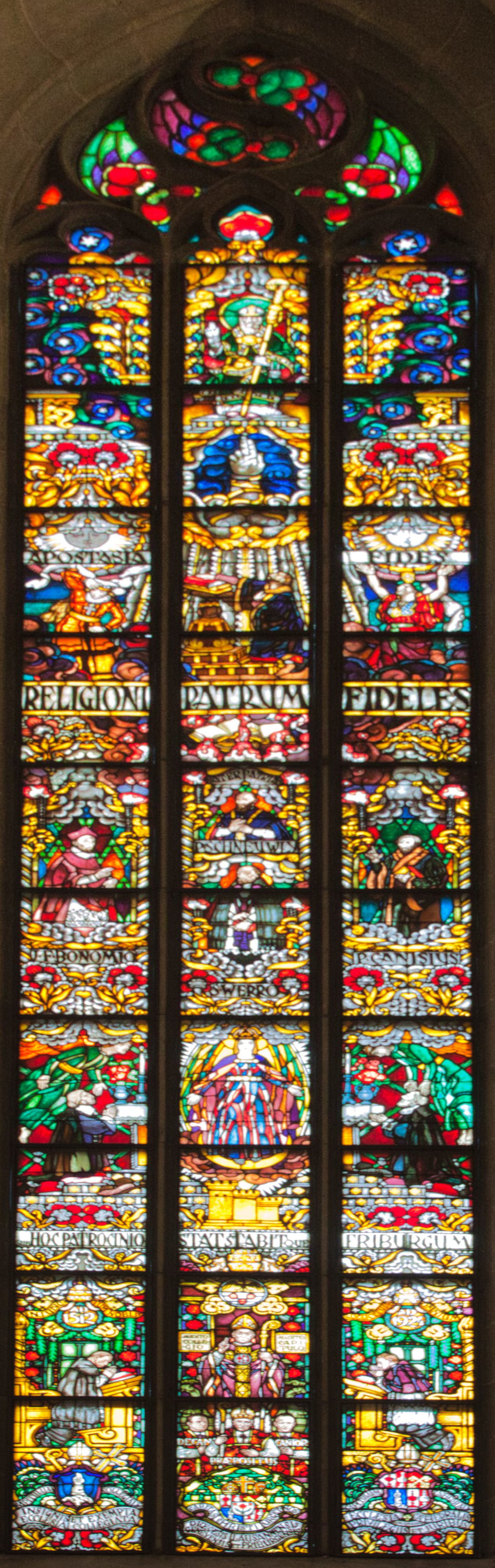
13. Geschichte des Gotteshauses

## Geschichte der Fenster

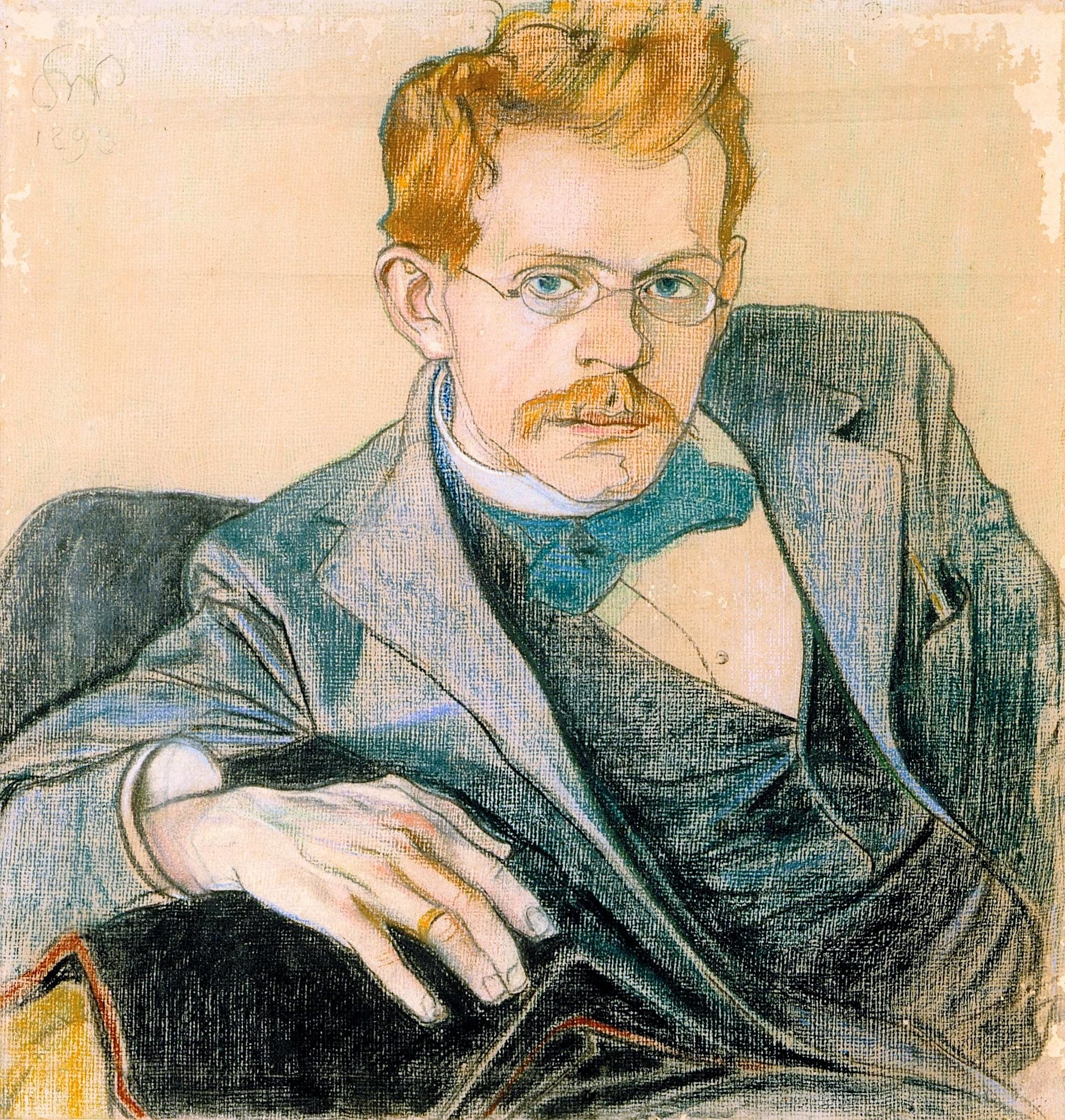
Józef Mehoffer, porträtiert von Stanisłas Wyspiański, Pastell,
1898

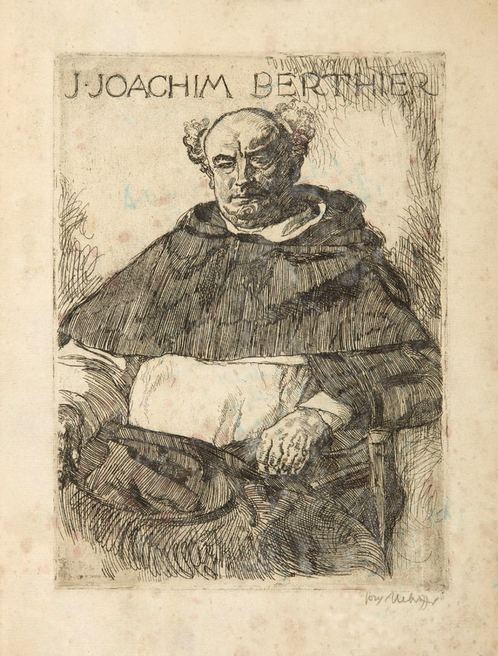
Kreidezeichnung von Józef Mehoffer, 1918: Porträt von Joachim J. Berthier, Mitglied des Komitees, das den internationalen Wettbewerb organisierte.

Als die Freiburger Nikolauskirche 1512 von Papst Julius II. zur Kollegiatkirche erklärt wurde, hatte sie noch keine Seitenkapellen. Diese wurden im 16. bis 18. Jahrhundert angebaut. Doch der Geschmack an der monumentalen Glasmalerei der Gotik war zu dieser Zeit bereits erloschen. Die damaligen Fenster wie auch die Chorfenster bestanden aus farblosem Glas und schufen einen lichtdurchfluteten, hellen Raum in barocker Manier.

### Erneuerung
Anstoẞ zu einer Erneuerung der Kirchenfenster der damaligen Kollegiatskirche St. Nikolaus gab die Freiburger Sakramentsbruderschaft 1892. Zu diesem Zweck stellte sie einen Geldbetrag in unbestimmter Höhe zur Verfügung und gründete ein Komitee, das diesen Plan verwirklichen sollte. Es setzte sich aus vier Mitgliedern zusammen: Max de Diesbach, Jurist und Präsident der Bruderschaft; Romain de Schaller, Architekt; Max de Techtermann, Historiker und Archäologe, und Joachim J. Berthier, Dominikaner und Theologieprofessor an der Universität Freiburg. Die ersten drei Herren waren Mitglieder der Sakramentsbruderschaft und gehörten zum Freiburger Patriziat; J. J. Berthier vertrat die Geistlichkeit.
Für die Darstellung ganzer und ausführlicher Szenen waren die Fensteröffnungen zu schmal und die steinernen Trennwände, welche die einzelnen Lanzettfenster voneinander trennen, zu breit. Deshalb legte man fest, Szenen oder Figuren zu wählen, die jeweils in einer Fensterhälfte (zwei Bahnen) oder einer Fensterbahn unterzubringen waren. Es sollten männliche und weibliche Heilige sein, die in Freiburg besonders verehrt wurden. Erst 1924 – also noch während der Ausführung der neuen Fensterausstattung – wurde die Kollegiatkirche St. Nikolaus zur Kathedrale für den Bischof des Bistums Lausanne, Genf und Freiburg erhoben.
Das Komitee suchte für die Umsetzung die fachmännische Unterstützung des Kunsthistorikers Johann Rudolf Rahn. Unter seiner kunsthistorischen Betreuung waren die Buntglasfenster der Makkabäerkapelle von 1886 bis 1888 in Genf entstanden und von der Zürcher Werkstatt des Friedrich Berbig ausgeführt worden. Rahn schlug die Ausschreibung eines internationalen Wettbewerbs vor.

### Internationaler Wettbewerb
Die Sakramentsbruderschaft nahm diesen Vorschlag auf und schrieb 1895 einen internationalen Wettbewerb für die neuen Fenster der Kollegiatkirche St. Nikolaus aus. Es sollte ein Doppellanzettfenster mit den Aposteln Petrus, dem Evangelisten Johannes, Jakobus dem Älteren und Andreas gestaltet werden. Es gingen 26 Bewerbungen ein. Darunter waren auch solche bekannter Namen. Die meisten stammten von Künstlern und Glasmalern aus der Schweiz, aus Deutschland, Österreich, Belgien, Frankreich, England und Dänemark. Im Hotel Grenette in Freiburg fand eine Ausstellung der eingegangenen Wettbewerbskartons statt. Max de Diesbach, Präsident der Bruderschaft und des Komitees, drückte hinsichtlich der eingegangenen Vorschläge eine gewisse Enttäuschung aus. Obwohl sich die renommiertesten Glasmalereiwerkstätten Europas bemüht und sorgfältig ausgearbeitete Kantons geliefert hätten, seien die Arbeiten traditionell und nüchtern ausgefallen. Nur Mehoffers Entwurf verleihe der Ausstellung eine besondere Note. Die Jury bildeten der «Vater der Schweizer Kunstgeschichte» Johann Rudolf Rahn und Heinrich Angst, Direktor des Schweizerischen Landesmuseums in Zürich, und Joseph Stammler, Pfarrer in Bern, und zwei Professoren aus Freiburg, der Theologe Joachim J. Berthier und der Kunsthistoriker Wilhelm Effmann. Gewinner war der 25-jährige Józef Mehoffer aus Krakau; den zweiten Platz belegte Carl Ule in München. Zwei ehrende Erwähnungen erhielten Aloys Balmer aus Luzern und Gustav van Treeck aus München. Nach der Preisverleihung traf das Komitee zunächst folgende Vorentscheidung: Es sollten zunächst nur zwei Fenster in Auftrag gegeben werden. Der eine Auftrag sollte an Mehoffer gehen, der die moderne Richtung vertrete, und der zweite an Balmer, einen Repräsentanten der alten Methode. Erstaunlicherweise kam der Entwurf des zweiten Preisträgers Carl Ule nicht zum Zug. Der Grund dafür ist unklar. De Diesbach bemängelte an Ules Entwurf die Haltung und die Gesichtszüge der Figuren. Von Roda vermutet, dass das Komitee nebst dem polnischen Künstler noch einen Schweizer beauftragen wollte. Es sollten jedenfalls zwei verschiedene Künstler sein, weil auch die Kollegiatkirche mit ihrer nicht in einem Guss entstandenen Architektur dies erlaube. Im November 1895 beschloss man, die Ausarbeitung der Skizzen und Kartons zu gleichen Teilen an Mehoffer und Balmer, die Ausführung der Glasarbeiten an die einheimische Werkstatt Kirsch & Fleckner in Freiburg zu vergeben. Mehoffers Fenster, welche die erwähnten Apostel darstellen, konnte im November 1896 eingesetzt werden. Die Fenster von Balmer, welche die Heiligen Jost, Stephanus, Hilarius und Sylvester darstellen, wurden im folgenden Frühjahr in der Seitenschiffkapelle neben den Mehoffer-Fenstern eingesetzt.
Die Fenster der Apostel von Mehoffer stießen auf breite Zustimmung, während jene von Balmer kaum Beachtung fanden. Zudem hatte Balmer die Wünsche des Komitees ignoriert. Ein Nebeneinander der beiden Doppellanzettfenster (s. u.) erschien ausgeschlossen. Als Konsequenz wurden Balmers Fenster im April 1897 auf die hinterste Kapelle der Nordseite versetzt. 1917 mussten diese Fenster den Platz erneut räumen. Sie wurden in den Chor der Freiburger Augustinerkirche überführt, wo sie bis heute zu besichtigen sind. An ihre Stelle kamen Mehoffers Fenster der heiligen Bischöfe und Diakone.

## Größen und Technik

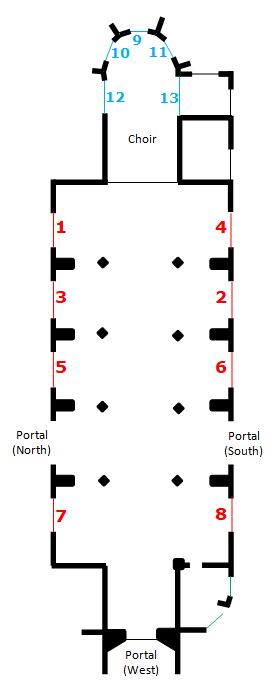
Standort der Fenster in chronologischer Abfolge:
1 Apostel – 2 Unsere Liebe Frau vom Sieg – 3 Märtyrer – 4 Eucharistie – 5 Anbetung der Könige – 6 Anna (+ andere) – 7 Diakone + Bischöfe – 8 Niklaus von Flüe – 9 Chor: Gott Vater – 10 Chor: Gott Sohn – 11 Chor: Gott Heiliger Geist – 12 Chor: Geschichte der Kathedrale – 13 Chor: Geschichte der Stadt Freiburg

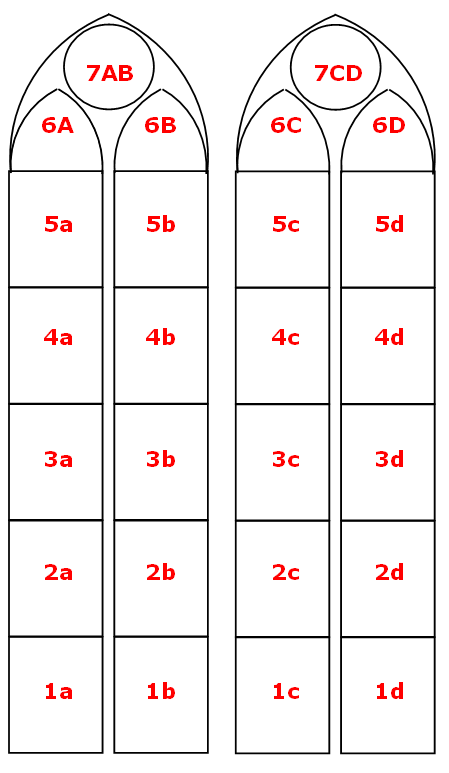
Ein Lanzettdoppelfenster besteht aus 4 nebeneinander aufragenden Bahnen und 5 übereinander befindlichen Feldern, die sich wie Zeilen über die 4 Bahnen ziehen.

Jede der acht Seitenschiffkapellen der Kirche hat ein gotisches Doppellanzettfenster. Und jedes der acht Doppelfenster setzt ein für sich abgeschlossenes Thema oder je vier Heilige ins Bild.
Ein Doppellanzettfenster ist in vier vertikale Fensterbahnen unterteilt. Die durchschnittlichen Maße einer Fensterbahn der Kapellenfenster betragen 6,7 × 0,7 m (Höhe × Breite). Eisenverstrebungen, die zur Stabilisierung nötig sind, unterteilen die Fenster horizontal in je fünf rechteckige Scheibenkompartimente beziehungsweise Scheibenbestandteile. Darüber folgen die Gläser im Maßwerk. Die Glasfläche pro Lanzettdoppelfenster beträgt rund 15 m², ihre Gesamtfläche in den Seitenkapellen etwa 120 m².
Den Chor belichten fünf dreibahnige Buntglasfenster. Sie sind durch Metallverstrebungen in elf horizontale Kompartimente unterteilt, die von Maßwerk überhöht sind. Durchschnittlich misst ein Chorfenster 12 × 2,07 m (Höhe × Breite). Die Gesamtfläche der Chorfenster beträgt rund 124 m².
Die drei wichtigsten Bestandteile der Glasmalerei sind das Glas, das Bleinetz (Bleiruten) und die Bemalung, die durch das durchscheinende Licht voll wirksam wird. Träger der Farbe sind die einzelnen Gläser, die ein Bild ergeben. Das Bleinetz bildet das Gerüst und sorgt für Stabilität, zugleich bildet es die lineare Komposition. Die Bemalung der Gläser moduliert das durchfallende Licht und bestimmt wesentlich die Farbkomposition des eingesetzten Fensters.
Die Glasmalereiwerkstatt Kirsch & Fleckner in Freiburg arbeitete nach der seit dem Mittelalter nicht wesentlich veränderten Technik, um die von Józef Mehoffer im Maßstab 1 : 1 geschaffenen Kartons umzusetzen. Zur Vorbereitung gehörte die Wahl der Gläser, das Durchpausen der Konturen und das Zuschneiden der Gläser. Modern im Vergleich mit der mittelalterlichen Technik waren gewisse Werkzeuge: Das Glas wurde nicht mehr mit heißen Eisen abgesprengt, sondern mit Diamanten geschnitten; die Bleiruten wurden nun im Bleizug gezogen und nicht mehr in einer Form gegossen; gebrannt wurde nun mechanisch. In Freiburg wurde mit dem mundgeblasenen Antikglas gearbeitet. Wichtiger als die Glasstruktur war für Mehoffer allerdings die zur Verfügung stehende Farbpalette. Mehoffer überwachte die Farbgebung anfänglich sehr genau. Als er merkte, dass die beiden Glasmaler Kirsch und Fleckner seine Farbgestaltung mit der Zeit verstanden und selbständig umzusetzen wussten, konnte er seine Kontrolle stark lockern. Nach dem Durchpausen der Konturen und dem Zuschneiden der Gläser begann die Bemalung. Sie soll sowohl das zeichnerische Gerüst liefern, soweit es nicht bereits durch das Bleinetz gegeben ist, als auch Figuren und Gegenstände schattieren und modellieren. Dabei kann Schwarzlot als opake Mal- und auch als transparente Lasurfarbe eingesetzt werden. Silbergelb hingegen, das sich bei den Freiburger Fenstern oft findet, diente nur als Lasur. In den Freiburger Fenstern ist zu beobachten, dass das Glas zum Teil mehrschichtig ist: zwei oder mehr Gläser wurden aufeinander gelegt, um einen bestimmten Farbton zu erreichen. Außerdem weisen die Fenster teilweise einen opaken Effekt auf, der nicht der Verwendung von Opaleszentglas zu verdanken ist, sondern durch Patinieren erreicht wurde. Emailauftrag kommt nur bei den Wappen vor. Der Bemalung der Gläser folgt der Brand. Er dient dazu, die noch wasserlösliche und mechanisch entfernbare Bemalung durch Erhitzen auf das Glas zu schmelzen. Dabei muss der Schmelzpunkt des Glases der Malfarbe unter demjenigen des Grundglases liegen, damit beim Aufschmelzvorgang keine Oberflächen- und Formveränderungen des Grundglases auftreten. Die anschließende Abkühlung des Glases muss langsam vor sich gehen, damit das Glas nicht reißt. Nach dem Brand folgen die beiden letzten Arbeitsschritte, bevor das fertige Fenster eingesetzt werden kann. Das ist die Verbleiung und die Verkittung der einzelnen Gläser. Durch die physikalischen Gegebenheiten wie Eigengewicht und Winddruck sind der Größe eines verbleiten Fensters Grenzen gesetzt. Deswegen sind auch die Freiburger Fenster aus einer Vielzahl einzelner rechteckiger Felder zusammengesetzt. In Freiburg beträgt die Höhe eines Feldes der Fenster in den Seitenschiffkapellen etwa 108 cm, die Breite etwa 68 cm; bei den Chorfenstern sind die Felder 109 cm hoch und 69 cm breit. Diese Begrenzung erleichtert das Einsetzen und Ausbauen der Fenster und garantiert ihre Stabilität. Zur allseitigen Verspannung des einzelnen Feldes sind zudem sogenannte Windeisen nötig, die in regelmäßigen Abständen mit Bleihaften am Feld befestigt und seitlich in der Wand verankert sind. Sie stabilisieren das Fenster zusätzlich.

## Rezeption
Bereits als die beiden erste Bleiglasfenster, das Apostelfenster von Mehoffer und das Fenster von Balmer, an Ort und Stelle eingesetzt waren, meinte Ferdinand Hodler, der damals an der Gewerbeschule in Freiburg unterrichtete, angesichts des Apostelfensters, wenn er ein Fenster entworfen hätte, möchte er das von Mehoffer entworfen haben.
An der Weltausstellung von 1900 in Paris wurde das Märtyrerfenster mit einer Goldmedaille ausgezeichnet.
Nachdem alle acht Seitenkapellen ihre neuen Fenster von Mehoffer erhalten hatten, war J. Berthier des Lobes voll. Mehoffer male nie, schreibt Berthier, um nichts zu sagen. In seiner Malerei erzähle er eine Tatsache oder eine Idee. Und das unterscheide ihn von den Unglücklichen, die l’art pour l’art betrieben. Angesichts seiner Fenster entzücke zunächst die zauberhafte Musik der Farben. Beeindruckend sei aber bei genauer Betrachtung, wie viel Poesie in seinem Werk stecke und mit welcher Sicherheit der Künstler der Legende, der traditionellen Symbolik, den Erzählungen der Alten und der Geschichte treffende Informationen entlehnt und ins Bild gesetzt habe. Berthier verweist auf den anerkannten und weitgereisten Literaten und Mitglied der Académie française René Bazin, der nach seiner Besichtigung einiger moderner Kirchenfenster, insbesondere auch der Fenster von Burne Jones in der Christchurch-Kathedrale in Oxford und der Fenster der Basilika Notre-Dame de Fourvière in Lyon bilanziert habe, alles seien berühmte Werke, die schönsten Buntglasfenster befänden sich aber anderswo: in der Schweiz, in der Freiburger Kathedrale St. Nikolaus. Die Farbgebung der Mehoffer-Fenster sei unvergleichlich und die Komposition oft neu. Er liebe diese Notre-Dame de la Victoire, der die kniende Stadt Freiburg und die stehenden Soldaten danken; er liebe die Anbetung der Könige, wo der Stern mit seinen Strahlen ein Viertel des Fensters einnimmt und den Rest mit seinem Feuer bedeckt; er liebe die Kreuzabnahme vor einem flaschengrünen Hintergrund und vor allem die Glaubensgestalt, welche die Hostie anbetet, eine junge Gläubige, die mit Rosen gekrönt und in ein Gewand aus allen Blautönen gekleidet ist, die nebeneinander liegen und um die herum aus zwei von Diakonen geschwungenen Weihrauchfässern, graue, lila, orange, rosafarbene Rauchschwaden aufsteigen, die immer glühender werden, je mehr sie in die Herrlichkeit der Hostie eindringen.
Alexandre Cingria, selbst Glasmaler, machte 1940 darauf aufmerksam, dass Mehoffers Fenster in der Kathedrale die Zeitspanne von knapp 40 Jahren umfassen und damit sowohl für das Lebenswerk des Künstlers als auch für die Geschichte der europäischen Kunst von Bedeutung seien. Er kenne neben dem Mehoffer-Fensterzyklus in der Freiburger Kathedrale, abgesehen von wenigen Ensembles der Renaissance, nichts Vollständigeres innerhalb der Kunstgeschichte. Nur eines fehle noch: Mehoffer wollte nach der Einsetzung der Chorfenster, die er nie vor Ort gesehen hatte, noch Retuschen an ihnen vornehmen, um den definitiven Charakter seiner Werke zu bestätigen. Er konnte jedoch nicht mehr nach Freiburg reisen.
Bezüglich der Tonalität der Farben und der Behandlung der Gläser im Mehoffer-Fensterzyklus fühlt sich Cingria an Delacroix, die Venezianer und Spanier erinnert, die es verstanden hätten, jeweils in ihrer eigenen Skala mit Mehoffers Meisterleistung gleichzuziehen. Und Cingria macht auch darauf aufmerksam, dass ein Teil des Erfolgs dem Glasermeister Vinzent Kirsch zu verdanken sei, der 1938 starb und der in seiner Werkstatt Kirsch & Fleckner alle Mehoffer-Fenster für die Freiburger Kathedrale angefertigt hatte.
1971 erschien unter dem Titel Sakraler Jugendstil eine farbig illustrierte Ausgabe des Monatsmagazins Du über Mehoffers Fenster in den Seitenschiffkapellen der Freiburger Kathedrale.
1972 publizierte T. Adamowicz die Monographie zu Józef Mehoffer. Dies war die erste Studie, die umfassend die Freiburger Fenster in den Seitenkapellen und im Chor untersuchte. Allerdings hatte Adamovicz nicht sämtliche Dokumente in Freiburg konsultieren und die Fenster nicht an Ort und Stelle besichtigen können.
1985 erschien von Rodas Dissertation, die erstmals alle Mehoffer-Werke in der Freiburger Kathedrale Fenster für Fenster wissenschaftlich erfasste, dokumentierte und kunstgeschichtlich einordnete.
Zehn Jahre später veranstalteten das Museum für Kunst und Geschichte Freiburg und das Musée suisse du vitrail in Romont eine Ausstellung zu Mehoffers Glasmalerei unter dem Titel «Józef Mehoffer et le vitrail Art nouveau». Dazu gab die Gesellschaft für Schweizerische Kunstgeschichte zusammen mit den beiden ausstellenden Museen auf der Grundlage der Arbeit von Roda und ihrer Erweiterungen und einem zusätzlichen Katalogteil eine umfangreiche Publikation heraus, die als Band 7 der Beiträge zur Kunstgeschichte der Schweiz erschien.
Mehoffers Glasmalereien hatten laut Augustin Pasquier im frühen 20. Jahrhundert einen außerordentlich starken Einfluss auf maßgebende Erneuerer der kirchlichen Kunst wie Maurice Denis in Frankreich und Alexandre Cingria in der Schweiz. Cingria habe die Freiburger Fenster als eine der Grundlagen der St. Lukasgesellschaft erachtet, einer Künstlerbewegung, die zwischen 1920 und 1940 die sakrale Kunst in der Schweiz grundlegend veränderte.
1998 wies Yoki, der Freiburger Künstler und Mitbegründer des Musée suisse du vitrail et des arts du verre (heute Vitromusée) in Romont, darauf hin, dass sich in der Freiburger Kathedrale die ersten Anzeichen einer möglichen Renaissance der Glasmalerei zeigten, eines prestigeträchtigen Handwerks, das Farbe und Licht eng miteinander verbindet. Die einzigartige Symbiose aus Ornamenten und der menschlichen Figur setze Mehoffer in satten Tönen um, die jedoch stets darauf bedacht seien, harmonisch zu sein. Die ausgestrahlte Freude werde an ausgewählten Stellen durch seltene oder absichtlich gebrochene Töne in Moll ergänzt. Diese Art der Farbgebung sei typisch für große Koloristen. Auch wenn die Pracht des Werks manchem Akademiker oder Calvinisten sauer aufgestoßen sei, habe sie sich doch durchgesetzt und sei nie von der korrosiven Wirkung der Zeit erfasst worden.
Laut Yoki übten die Mehoffer-Fenster in Freiburg auf Cingria einen bedeutenden Einfluss. Dank des lyrischen Gesangs der Farben und angesichts dieser mächtigen Kompositionen habe sich Cingria, der ebenfalls slawische Wurzeln hatte, zu einem Glasmaler berufen gefühlt. Cingria sei zum unermüdlichen Leiter der Société de Saint-Luc geworden, welche die Künstler der Erneuerung der sakralen Kunst in der Romandie vereinte. Im Nachhinein lasse sich ermessen, wie sehr Mehoffers Werk, das um die Wende des 19. zum 20. Jahrhundert entstand, dazu beigetragen habe, diese Bewegung von Schöpfern auszulösen, die von einer lebendigen Kunst für eine lebendige Kirche träumten.
2004 fand die Ausstellung «Józef Mehoffer (1869–1946). Un peintre symboliste polonais» im Musée d’Orsay in Paris statt. Im Katalog zu dieser Ausstellung würdigt Anna Zenczak, Kuratorin des Nationalmuseums in Krakau, Mehoffers Fenster in den Seitenschiffkapellen der Freiburger Kathedrale. Sie seien aufgrund der kreativen Umsetzung der Glasmalereitechnik, dank des malerischen Charakters der Kompositionen, der Dynamik und des Reichtums der Farben mit ihren klaren Tönen, der Fülle an fantasievollen Ornamenten, die scheinbar ungezügelt und doch der inneren Dynamik untergeordnet seien, und schließlich aufgrund des immensen Reichtums an Bezügen ein Hauptwerk der europäischen Kunst.